# Llista d'episodis d'Inazuma Eleven GO
Inazuma Eleven GO (イナズマイレブンGO) és una sèrie d'anime japonesa, seqüela de la sèrie Inazuma Eleven, dins la franquícia del mateix nom. Animada per l'estudi OLM i produïda per Level-5, Nintendo, BES i We've Inc, es va estrenar al Japó el 4 de maig de 2011. La sèrie consta de 3 temporades: Inazuma Eleven GO, Inazuma Eleven GO: Chrono Stone i Inazuma Eleven GO: Galaxy.
La primera temporada es va estrenar en català al canal SX3 el 23 de juny de 2023.

## Temporades
| Temporada | Temporada | Episodis | Episodis | #  | #  | Dates d'emissió    | Dates d'emissió    | Dates d'emissió en català | Dates d'emissió en català |
| Temporada | Temporada | Episodis | Episodis | #  | #  | Primera emissió    | Última emissió     | Primera emissió           | Última emissió            |
| --------- | --------- | -------- | -------- | -- | -- | ------------------ | ------------------ | ------------------------- | ------------------------- |
|           | 1         | 1-47     | 1-47     | 47 | 47 | 4 de maig de 2011  | 11 d'abril de 2012 | 23 de juny de 2023        | 26 de juliol de 2023      |
|           | 2         | 48-98    | 48-98    | 51 | 51 | 18 d'abril de 2012 | 1 de maig de 2013  | 26 de juliol de 2023      | 30 d'agost de 2023        |
|           | 3         | 99-141   | 99-141   | 43 | 43 | 8 de maig de 2013  | 19 de març de 2014 | 31 d'agost de 2023        | 25 d'octubre de 2023      |

## Episodis

### Inazuma Eleven GO
| Núm. total | Núm. de la temporada | Títol | Data d'emissió original | Data d'emissió en català |
| --- | -------------------- | --- | ----------------------- | ------------------------ |
| 1 | 1                    | Un vent nou a l'institut Raimon! Raimon ni fuku atarashī kaze! (雷門に吹く新しい風！)                                  | 4 de maig de 2011       | 23 de juny de 2023       |
| L'Arion Sherwind és un apassionat del futbol, i per això vol anar al Raimon, la institució d'on va sortir l'equip guanyador del Mundial de fa 10 anys, l'Inazuma Japó. El primer dia al Raimon, l'Arion està tan emocionat que se salta la cerimònia d'obertura per anar al camp de futbol a veure l'equip. Però, quan hi arriba, es troba tots els jugadors per terra, derrotats. Davant seu, dret, hi ha un noi desconegut que els diu: "He destruït l'equip del Raimon. El futbol no és necessari". L'Arion desafia aquell noi pel bé del futur de l'equip, però ni la seva força ni la seva tècnica poden igualar les del misteriós desconegut. |                      | |                         |                          |
| 2 | 2                    | Els esperits lluitadors! Kore ga Keshin da! (これが化身だ！)                                                           | 11 de maig de 2011      | 23 de juny de 2023       |
| Quan l'Arion aconsegueix prendre-li la pilota al misteriós Victor Blade, aquest xuta contra ell amb ràbia. Per sort, una altra persona desvia el xut: en Riccardo di Rigo, el capità de l'equip del Raimon. En Victor somriu i declara que l'Ordre dels Templers Foscos, un equip enviat per una organització anomenada Cinquè Sector, serà el nou equip del Raimon. Així doncs, comença una lluita futbolística per veure qui es guanyarà el dret a portar aquest nom. Els Templers Foscos guanyen la batalla i en Victor Blade fa servir les seves supertècniques per marcar diversos gols. Però, quan sembla que el Raimon ho ha perdut tot, l'entrenador Travis pren la sorprenent decisió de deixar que l'Arion, el nouvingut, jugui el partit. |                      | |                         |                          |
| 3 | 3                    | La caiguda de l'equip del Raimon! Hōkai! Raimon Sakkā-bu!! (崩壊! 雷門サッカー部!!)                                    | 18 de maig de 2011      | 26 de juny de 2023       |
| Es diu que quan un jugador de futbol es concentra de debò, la seva energia es pot manifestar en forma d'esperit guerrer. I això resulta que és veritat quan en Victor Blade invoca el seu propi esperit guerrer. En Riccardo, que ja ha arribat al límit i està decidit a salvar l'equip del Raimon, també invoca el seu esperit guerrer i atura el xut imparable d'en Victor. Tots dos jugadors es preparen per tornar-se a enfrontar quan, de sobte, el partit es dona per acabat. Els Templers Foscos se'n van, però juren que tornaran, i deixen l'equip del Raimon ferit de mort. Davant de l'amenaça del Cinquè Sector, molts membres abandonen l'equip, però l'Arion segueix entestat a unir-s'hi. Què farà en Riccardo? |                      | |                         |                          |
| 4 | 4                    | La prova de l'Arion! Tenma no Nyūbu Tesuto! (天馬の入部テス)                                                           | 25 de maig de 2011      | 26 de juny de 2023       |
| De sobte, en Victor passa a ser jugador de l'equip del Raimon sense haver passat cap prova, i això no agrada gens a en Riccardo. Els veterans el van escollir a ell com a capità de l'equip, però com se suposa que ha de protegir el club en un món on el Cinquè Sector decideix els resultats de tots els partits? L'Arion i en JP matinen per entrenar per la prova d'accés al club, però estan tan nerviosos que hi arriben tard. Quan els veterans veuen l'energia que posen tots dos als entrenaments, cadascun d'ells hi reacciona d'una manera diferent. Fins i tot en Victor, que quan l'Arion manifesta clarament que vol formar part de l'equip, només li respon: "El que tu diguis". |                      | |                         |                          |
| 5 | 5                    | El partit arreglat! Shikumareta Shiai (仕組まれた試合)                                                                 | 1 de juny de 2011       | 27 de juny de 2023       |
| En Riccardo, frustrat, esclata davant la pressió de les proves d'accés, però l'Arion i en JP s'hi esforcen i es guanyen un lloc a l'equip. Quan acaben les classes, tots dos corren cap al seu primer entrenament, però noten una tensió estranya a l'ambient. L'Arion al·lucina amb el talent dels veterans i es diu a si mateix que ha de millorar el seu joc. Mentrestant, el director de l'institut informa l'entrenador Travis que jugaran el primer de la temporada contra l'institut Clavacolzes i que el Cinquè Sector ja ha decidit que el Raimon perdrà el partit per 0-3. |                      | |                         |                          |
| 6 | 6                    | L'última passada i l'última esperança! Rasuto Pasu ni Kometa Omoi (ラストパスにこめた思い)                             | 8 de juny de 2011       | 27 de juny de 2023       |
| Comença el partit entre el Raimon i l'institut Clavacolzes, que de seguida marca el primer gol. L'Arion i en JP hi posen ganes, però el Clavacolzes torna a marcar. Com pot ser que en Sam, el gran porter del Raimon, ho permeti? A la mitja part, l'Arion s'enfronta als veterans i la Celia li explica la veritat: oposar-se al Cinquè Sector implicaria la fi del Raimon. Sorprès i confós a la vegada, l'Arion sent el xiulet: comença la segona part. |                      | |                         |                          |
| 7 | 7                    | L'arribada del nou entrenador! Endō Kantoku Tōjō!! (円堂監督登場!!)                                                    | 15 de juny de 2011      | 28 de juny de 2023       |
| Acomiaden l'entrenador Travis per desafiar les ordres de Cinquè Sector, i marxa dient a l'Arion que no deixi de lluitar. Mentrestant, en Riccardo, desolat per haver perdut l'entrenador en qui confiava, decideix no sortir de casa. L'equip sencer està desanimat i, llavors, apareix el nou entrenador: és el famós Mark Evans! Quan l'entrenador Evans els comunica que els entrenarà per guanyar, els jugadors comencen a sospitar. De debò que l'envia el Cinquè Sector? En Mark els cita a tots al camp de la riba, però només s'hi presenten l'Arion i en JP. |                      | |                         |                          |
| 8 | 8                    | Els requisits d'un capità! Kyaputen no Shikaku (キャプテンの資格)                                                      | 22 de juny de 2011      | 28 de juny de 2023       |
| Arriba el torneig Camí Imperial, la competició on es decideix quin institut de secundària té el millor equip de tot el país. L'Arion i en JP veuen un vídeo de la final de l'any passat entre el Raimon i l'institut Kirkwood on, tot i jugar sota les ordres del Cinquè Sector, els jugadors es van entregar al màxim. Pel que sembla, hi ha uns quants partits que no tenen el resultat decidit. On el resultat no està decidit per endavant. L'equip, que a poc a poc ha recuperat els ànims, comença a entrenar per preparar el torneig, però en Riccardo encara no apareix. Està convençut que, tard o d'hora, l'entrenador Evans també s'acabarà rendint al poder del Cinquè Sector, així que decideix abandonar com a capità de l'equip. Mentrestant, l'entrenador Evans rep l'ordre de resultat del primer partit del torneig.                              |                      | |                         |                          |
| 9 | 9                    | Comença el torneig Camí Imperial! Tsui ni Kaimaku! Hōrī Rōdo!! (ついに開幕! ホーリーロード!!)                          | 29 de juny de 2011      | 29 de juny de 2023       |
| Quan falten pocs dies perquè comenci la fase de classificació del torneig Camí Imperial, el Raimon entrena de valent. En Riccardo ha tornat a l'equip, però es replanteja la decisió que ha pres quan en Victor els informa del resultat del primer partit. Què hi pot fer? Just llavors, l'entrenador Evans sorprèn l'equip amb el pla que ha dissenyat pel partit contra l'institut Via Làctia. Els jugadors, preocupats que el pla provoqui la fi del club de futbol que tant estimen, abandonen l'entrenament. Amb la intenció d'animar-lo, en Sam convida l'Arion a casa seva, però al final li acaba explicant com n'és, de dur, jugar al futbol regulat. |                      | |                         |                          |
| 10 | 10                   | La rebel·lió per la victòria! Shōri e no Hanran! (勝利への反乱!)                                                       | 6 de juliol de 2011     | 29 de juny de 2023       |
| Es juga el primer partit de la fase de classificació del torneig Camí Imperial. En Riccardo desafia les ordres del Cinquè Sector i marca el primer gol, i també anima l'equip a guanyar el partit, però la resta de jugadors es neguen a fer-li cas perquè temen les possibles conseqüències d'aquesta decisió. L'institut Via Làctia pren el control del partit mitjançant el joc dur, i tot i que l'Arion i alguns jugadors més reaccionen amb energia, en Zaphod Riker, migcampista del Via Làctia, invoca el seu esperit guerrer per empatar el partit. A més, es burla d'en Riccardo per no saber controlar el seu propi esperit guerrer, però quan li diu a en Sam que algú del seu nivell no podrà aturar mai els seus xuts... |                      | |                         |                          |
| 11 | 11                   | El secret d'en Victor! Tsurugi no Himitsu (剣城の秘密)                                                                 | 13 de juliol de 2011    | 30 de juny de 2023       |
| El Raimon ha guanyat el primer partit del torneig Camí Imperial! L'Arion està emocionat, però altres membres de l'equip tenen por que els castiguin per desafiar el Cinquè Sector. L'equip està dividit: l'Arion, en JP, en Riccardo i en Sam estan decidits a lluitar; i la resta de membres opten per empassar-se l'orgull i salvar el club, i fins i tot entrenen per separat! Mentrestant, en Victor visita una persona molt especial, però el Gran Emperador del Cinquè Sector el convoca i, després de la seva reunió, decideix que ha de destruir el Raimon d'una vegada per totes. Per això, demana a l'entrenador Evans que el deixi jugar el pròxim partit. |                      | |                         |                          |
| 12 | 12                   | Els esperits guerrers del Poderosa Fe! Keshin no Kyōi! Mannō-zaka-chū!! (化身の驚異! 万能坂中!!)                       | 20 de juliol de 2011    | 30 de juny de 2023       |
| Tan bon punt comença el partit, en Victor roba la pilota i xuta... cap a la pròpia porteria del Raimon! Si no marca ningú més, el partit acabarà exactament com ha ordenat el Cinquè Sector. En Michael demana a en Riccardo que es rendeixi, però ell està decidit a guanyar. Els quatre jugadors fidels al Raimon continuen lluitant, però no poden fer gaire cosa sense el suport dels seus companys. El Poderosa Fe ataca sense pietat els jugadors dividits de Raimon, i els Imperials infiltrats a l'equip fan servir tàctiques brutals per eliminar un a un tots els jugadors del Raimon. Fins i tot el capità es rendeix, però hi ha un jugador que es nega a claudicar: l'Arion Sherwind. |                      | |                         |                          |
| 13 | 13                   | El despertar del Raimon! Raimon no Kakusei!? (雷門の覚醒!?)                                                            | 27 de juliol de 2011    | 3 de juliol de 2023      |
| Decidits a destruir el Raimon, els jugadors del Poderosa Fe fins s'arrisquen fins i tot a paralitzar els seus contrincants. Aquesta situació provoca un canvi emocional en en Victor. Sense l'ajuda de la resta de l'equip, en Riccardo i els altres tres intenten aturar l'atac implacable del Poderosa Fe. El Raimon rep un altre gol i, tot i continuar lluitant, no aconsegueixen tenir la pilota. El Poderosa Fe passa a l'ofensiva i no para de xutar. En Sam continua protegint la porteria, però cada cop està més cansat. |                      | |                         |                          |
| 14 | 14                   | La supertècnica d'en Jean-Pierre! Shinsuke no Hissatsu-waza! (信助の必殺技!)                                           | 3 d'agost de 2011       | 3 de juliol de 2023      |
| El Raimon, que per fi treballa com un equip de debò, derrota el Poderosa Fe! Però el Cinquè Sector contraataca i s'aprofita del germà d'en Victor, que està malalt, per fer-li xantatge perquè els obeeixi i aturar la revolta. Mentrestant, en JP, inspirat per les extraordinàries supertècniques dels jugadors més grans, està decidit a millorar el seu joc. Amb l'ajuda de l'Arion, comença a desenvolupar una supertècnica pròpia que aprofita la seva immensa força de salt. Ara, en Riccardo i l'equip tenen el desig comú de seguir guanyant i de recuperar la glòria de la qual gaudia antigament el futbol, però desafiar obertament el Cinquè Sector no és fàcil. L'equip entrena més que mai, i en JP, amb dificultats per mantenir el nivell, acaba perfeccionant la seva supertècnica.                                                               |                      | |                         |                          |
| 15 | 15                   | El retrobament amb en Jude Sharp! Kidō Yūto to no Saikai (鬼道有人との再会)                                            | 10 d'agost de 2011      | 4 de juliol de 2023      |
| Mentre el Raimon es prepara per a la semifinal de la fase de classificació de la zona est contra l'institut Heura, reben una notícia sorprenent: al Raimon l'han mogut a un altre grup del torneig! El seu nou rival és la Royal Academy, un equip contra qui el Raimon ja ha jugat diversos partits molt intensos. Es diu que la Royal té jugadors que poden invocar esperits guerrers, però en Riccardo està decidit a guanyar. Vol provar una tàctica especial que ha estat desenvolupant, el Tro Infinit, però necessiten un davanter molt fort i no l'aconsegueixen completar. Mentrestant, l'entrenador Evans se sorprèn quan s'assabenta de qui és el nou entrenador de la Royal Academy. |                      | |                         |                          |
| 16 | 16                   | La temible Royal Academy! Senritsu! Teikoku Gakuen!! (戦慄!帝国学園!!)                                                 | 17 d'agost de 2011      | 4 de juliol de 2023      |
| Comença el partit, i en Sam ja ha de defensar amb força la porteria: la Royal Academy està demostrant que és diferent de qualsevol altre equip al qual s'ha enfrontat el Raimon. El Tro Infinit d'en Riccardo continua sense sortir, i fins i tot quan Raimon té l'oportunitat de xutar, la defensa inexpugnable de la Royal ho atura tot. L'equip fa un intent desesperat de completar el Tro Infinit que no té èxit, fins i tot les supertècniques d'en Riccardo acaben a les mans del porter de la Royal. A més, la Royal troba un punt dèbil a la formació del Raimon que els obliga a concentrar-se en la defensa. Mentrestant, en Victor visita el seu germà a l'hospital. |                      | |                         |                          |
| 17 | 17                   | Explota, Tro Infinit! Sakuretsu! Arutimetto Sandā!! (炸裂!アルティメットサンダー!!)                                    | 24 d'agost de 2011      | 5 de juliol de 2023      |
| El Raimon intenta remuntar amb la seva supertàctica, però acaba regalant un gol a la Royal Academy. L'atac del Raimon no hi té res a fer davant de les implacables supertècniques de la Royal Academy que, fins i tot, poden desviar un xut de l'esperit guerrer d'en Riccardo. El Raimon torna a intentar el Tro Infinit i torna a fallar. La Royal Academy marca un altre gol amb un esperit guerrer, però quan comença la segona part, apareix la persona menys esperada. |                      | |                         |                          |
| 18 | 18                   | Un vent revolucionari! Kaze o Okose! (革命を起こせ!)                                                                   | 31 d'agost de 2011      | 5 de juliol de 2023      |
| L'endemà de la intensa batalla a la semifinal, els jugadors del Raimon reben l'ordre de presentar-se a les instal·lacions de la Royal Academy. Allà, els expliquen la sorprenent veritat que amagava el partit que van jugar. Els jugadors visiten una zona secreta que hi ha sota l'escola on els espera algú molt especial. És l'hora que el Raimon sàpiga què està passant i què els espera. |                      | |                         |                          |
| 19 | 19                   | El desafiament dels reis del mar! Arekuruu Kaiō no Kiba! (荒れ狂う海王の牙!)                                           | 7 de setembre de 2011   | 6 de juliol de 2023      |
| Els jugadors del Raimon, decidits a alliberar el futbol de les urpes del Cinquè Sector, es preparen per a la revolució. Jugaran la final de la fase de classificació contra l'acadèmia Cala Pirata: estan molt animats i la derrota no és una opció. L'Arion entrena encara més dur i intenta crear una nova supertècnica, i la resta de jugadors l'ajuden: els onze del Raimon estan més units que mai. Mentrestant, en Willy Glass, que ha estat recollint informació de l'acadèmia Cala Pirata, fa un descobriment que sorprèn tothom. |                      | |                         |                          |
| 20 | 20                   | L'esperit guerrer de l'Arion! Habatake! Tenma no Keshin!! (羽ばたけ!天馬の化身!!)                                      | 14 de setembre de 2011  | 6 de juliol de 2023      |
| La revolució de veritat no passarà fins que la gent que els mira no recordi el poder del futbol de debò i decideixi prendre partit. El Raimon rep els jugadors que havien marxat de l'equip, i comença la final de la fase de classificació. Durant els primers minuts, però, el Raimon rep un gol de la increïble línia ofensiva de l'acadèmia Cala Pirata. Els d'Evans aconsegueixen reforçar la defensa i empatar, però la Cala Pirata juga per guanyar. En Sam no aconsegueix protegir bé la porteria davant de les jugades increïbles de la Cala Pirata ni dels seus poderosos esperits guerrers. A la mitja part, quan els jugadors de Raimon estan esgotats, l'entrenador Evans els proposa una estratègia insòlita. |                      | |                         |                          |
| 21 | 21                   | L'Època Daurada! Akizora no Chōsen-sha! (秋空の挑戦者!)                                                                | 21 de setembre de 2011  | 7 de juliol de 2023      |
| Per fi comença el torneig Camí Imperial. Als jugadors del Raimon, que es veuran envoltats de poderosos enemics enviats pel Cinquè Sector, els esperen uns partits d'una duresa que no han vist mai abans, així que entrenen amb més forces que mai amb la consigna que no hi ha cap rival imbatible. A l'institut, arriba un alumne nou que vol entrar al club de futbol. Després de veure les seves habilitats defensives, la resta de l'equip està convençut que es tracta d'un jugador molt potent, però hi ha alguna cosa que no va del tot bé... |                      | |                         |                          |
| 22 | 22                   | La bandera de la revolució! Tsudoe! Kakumei no Hata ni! (集え!革命の旗に!)                                             | 28 de setembre de 2011  | 7 de juliol de 2023      |
| Després de presenciar l'estrany comportament de l'Aitor, el jugador nou, en un partit amistós amb els residents dels apartaments Windsor, en Gabi comença a pensar que potser es tracta d'un Imperial enviat pel Cinquè Sector. L'actitud de l'Aitor cap a en Gabi fa créixer les seves sospites justament quan comença la cerimònia d'obertura del torneig Camí Imperial. L'estadi on es jugarà cada partit se seleccionarà de manera aleatòria entre els cinc estadis que hi ha, i la mida de cada un d'ells impressiona els jugadors del Raimon. Però quan es troben amb el seu rival per jugar el primer partit, els sorprèn veure una cara coneguda. |                      | |                         |                          |
| 23 | 23                   | El terrible estadi Turbina! Kyōfu no Saikuron Sutajiamu! (恐怖のサイクロンスタジアム！)                                | 10 d'octubre de 2011    | 10 de juliol de 2023     |
| El primer partit del Camí Imperial es juga a l'estadi Turbina. El Raimon es veu obligat a defensar a causa dels atacs de l'acadèmia militar Mar de Lluna que, a més, sap aprofitar al màxim els ginys que hi ha a l'estadi. A més, les sospites d'en Gabi afecten a la resta de la defensa, cosa que aprofita l'acadèmia militar Mar de Lluna per marcar el primer gol. L'Arion sembla que és l'únic jugador del Raimon que domina les peculiaritats de l'estadi, però ni tan sols ell és capaç de reaccionar contra el rival, que sembla que es coneix tots els racons del camp. A la mitja part, quan sembla que les coses no poden anar pitjor per al Raimon, l'entrenador Evans els proposa una estratègia una mica atrevida. |                      | |                         |                          |
| 24 | 24                   | El nostre futbol reviu! Yomigaere! Ore-tachi no Sakkā (甦れ!俺たちのサッカー)                                          | 19 d'octubre de 2011    | 10 de juliol de 2023     |
| El Raimon combina les increïbles habilitats de l'Aitor i en Gabi per combatre el joc tàctic del Mar de Lluna. Quan l'Arion invoca el seu esperit guerrer per empatar el marcador el seu esperit de lluita per igualar el marcador, la resta de l'equip s'anima. El Mar de Lluna, que és el primer cop que s'enfronta a un partit de debò, es comença a ensorrar però en Doug, que va abandonar el Raimon, es nega a admetre la derrota. El Mar de Lluna s'arma de valor i tots dos equips acaben jugant un partit emocionant i imprevisible! Quan el partit és a punt d'acabar, l'Aitor té una oportunitat d'or per marcar i en Doug fa el possible per aturar el xut. |                      | |                         |                          |
| 25 | 25                   | Ha tornat! Aitsu ga Kaettekuru! (あいつが帰ってくる!)                                                                  | 26 d'octubre de 2011    | 11 de juliol de 2023     |
| Seguint els passos de l'Aitor, un altre jugador prova sort al Raimon. Els entrenadors Evans i Sharp de seguida perceben el seu amor per l'esport i l'accepten de seguida tot i fer només dos mesos que juga a futbol. El seu rendiment també fa que en Riccardo i la resta de jugadors recordin els seus primers anys al Raimon. A la vegada, els comuniquen que el proper rival contra qui jugaran al Camí Imperial és l'institut Alpí d'Hokkaido. De l'Alpí, un equip molt potent tant en atac com en defensa, es diu que juga amb esportivitat i joc net. Però quan el Raimon comença a preparar-se pel matx, apareix una figura sorprenent. |                      | |                         |                          |
| 26 | 26                   | L'enemic a la neu! Tachihadakaru Shiroi Akuma (立ちはだかる白い悪魔)                                                   | 2 de novembre de 2011   | 11 de juliol de 2023     |
| L'Alpí ha caigut sota el control del Cinquè Sector, i el Raimon té l'objectiu de salvar-lo. Ara que saben que la defensa de l'Alpí pot aturar el Tro Infinit, els jugadors del Raimon preparen una nova tàctica. Llàstima que el partit es jugui a l'estadi Iceberg, el terreny del qual impedeix que el Raimon pugui córrer amb comoditat. Els jugadors de l'Alpí, però, ja estan acostumats a jugar al gel, així que juguen amb avantatge. |                      | |                         |                          |
| 27 | 27                   | Batalla al gel! Raimon contra Alpí! Hyōjō no Kakutō! VS Hakuren-chū!! (氷上の格闘！ＶＳ白恋中！！)                     | 9 de novembre de 2011   | 12 de juliol de 2023     |
| La supertècnica d'en Njord Snio, el davanter de l'Alpí, els fa avançar-se al marcador. Tot i que el Raimon ja ha trobat la manera de córrer pel camp gelat, la seva nova tàctica no hi te res a fer davant del joc magistral de l'Alpí. Quan en Njord Snio torna a xutar amb el seu esperit guerrer, trenca per complet la defensa del Raimon i l'Alpí se'n va a la mitja part amb una avantatge de dos gols. Quan un dels jugadors de la banqueta demana que el deixin jugar, l'equip, amb l'ajuda d'en Victor, intenta fer una altra supertàctica. |                      | |                         |                          |
| 28 | 28                   | La preocupació de l'entrenador Sharp! Kantoku Kidō no Fuan (監督・鬼道の不安)                                          | 16 de novembre de 2011  | 12 de juliol de 2023     |
| Després del ferotge partit contra l'institut Alpí, l'entrenador Evans dona una notícia que fa trontollar l'Arion i la resta del Raimon. Poc després, l'equip comença un nou pla d'entrenaments que els impedeix tocar la pilota i que els fa repetir una sèrie d'exercicis fins a l'esgotament. Això és massa per als jugadors, que temen que si els entrenaments no canvien, l'equip n'acabi patint les conseqüències. també requereix que els jugadors realitzin diferents tasques i les treballen fins a l'esgotament. A més a més, en JP diu que ja no pensa tornar a entrenar més. |                      | |                         |                          |
| 29 | 29                   | Repte contra el Kirkwood! Shukumei no Taiketsu! Kidokawa Seishū!! (宿命の対決！木戸川清修！！)                         | 23 de novembre de 2011  | 13 de juliol de 2023     |
| El nou pla d'entrenaments de l'entrenador Sharp millora la força física bàsica dels jugadors del Raimon, però mentre l'equip està decidit a que la revolució sigui tot un èxit, l'Arion i en JP tenen problemes amb una nova supertècnica. Mentrestant, els comuniquen que el seu proper rival al Camí Imperial serà l'institut Kirkwood, l'equip contra qui van perdre la final del torneig de l'any anterior. Tot i que encara no saben del cert si el Kirkwood seguirà les ordres del Cinquè Sector o s'unirà a la revolució, el que sí que saben és que una victòria donarà més impuls a la lluita. Però mentre creixen els dubtes, el Sant Emperador posa un entrenador nou a la banqueta del Kirkwood... |                      | |                         |                          |
| 30 | 30                   | Confrontació tàctica. En Love contra en Sharp! Karei naru Senjutsu! Kidō vs Afurodi (華麗なる戦術! 鬼道 vs アフロディ) | 30 de novembre de 2011  | 13 de juliol de 2023     |
| Quan comença el partit, l'únic giny de l'estadi és un obstacle per tots dos equips. El Kirkwood, però, avança mentre recorda les paraules del seu entrenador: "Quan hagueu guanyat el Raimon, veureu el camí pel que heu de seguir". Plens de motivació, fan servir la seva supertàctica per evitar els obstacles i forçar el Raimon a defensar. L'entrenador Sharp veu una pista als moviments d'en JP que li dona una idea per aprofitar-se de les tàctiques del rival, però just quan sembla que la cosa comença a canviar, el Kirkwood invoca un esperit guerrer i marca un gol. Mentrestant, a en Roma li sap molt de greu haver fallat un xut claríssim a porteria per culpa d'algú que el mira atentament. |                      | |                         |                          |
| 31 | 31                   | L'arribada del Brau Samurai Musashi! Keshin! Sengoku Bushin Musashi Kenzan! (化身！戦国武神ムサシ見参！)               | 7 de desembre de 2011   | 14 de juliol de 2023     |
| Quan comença la segona part, en Roma aconsegueix empatar el partit. I mentre el Raimon comença a trobar-se còmode, l'estil de joc egoista d'en Langford Ash amenaça amb dividir el Kirkwood. L'entrenador fa un canvi, però en comptes de fer seure en Langford a la banqueta, decideix fer sortir al camp al seu germà, en Bradford, per enviar-li un missatge. Malauradament, amb això tampoc n'hi ha prou per fer reaccionar en Langford, que creu que la seva força i el seu esperit guerrer poden esclafar el Raimon. Gràcies a en JP, el Kirkwood no aconsegueix tornar-se a avançar al marcador, i quan en Langford veu com el seu equip cada cop té menys possibilitats de guanyar, corre cap a l'Arion, que l'espera amb l'esperit guerrer preparat. |                      | |                         |                          |
| 32 | 32                   | El miracle del vent de la revolució! Kaze no Kiseki! (革命の軌跡！)                                                    | 14 de desembre de 2011  | 14 de juliol de 2023     |
| Després d'una batalla campal contra Kirkwood, l'Arion i la resta del Raimon s'entrenen per preparar el proper partit. L'equip se sotmet a un procés d'assaig i error amb en JP, que intenta invocar el seu esperit guerrer per ajudar millor l'equip. De sobte, en Riccardo informa que l'institut Via Làctia i el Poderosa Fe, equips que van derrotar a la fase classificatòria, ara donen suport a la revolució futbolística del Raimon. Això fa que l'equip reflexioni en com estan influenciant la resta d'equips i que es comenci a fer preguntes. Quin món vol aconseguir el Cinquè Sector amb aquest control tan rígid del futbol? I què són exactament els esperits guerrers? En Riccardo està convençut que tots els dubtes s'aclariran a la final del Camí Imperial i, amb nostàlgia, desitja que l'entrenador Evans, que ha marxat, els estigui veient. |                      | |                         |                          |
| 33 | 33                   | Un enemic misteriós: l'institut Miratge! Nazo no Teki! Gen'ei Gakuen! (謎の敵！幻影学園！)                             | 21 de desembre de 2011  | 17 de juliol de 2023     |
| El rival del Raimon als quarts de final del Camí Imperial és l'institut Miratge, però mentre l'equip es prepara pel partit, en Wan-Chang no hi acaba de ser. El preocupa no haver format part de l'onze inicial a l'últim partit i també el preocupa en Harrold Houdini, davanter del Miratge, amb qui eren amics de petits. Aquests pensaments el distreuen durant l'entrenament i, al final, l'entrenador Sharp l'expulsa del camp. Després, rep la visita d'en Harrold Houdini, que li diu que seguirà les ordres del Cinquè Sector i que ofegarà la revolució del Raimon d'una vegada per totes. En Wan-Chang, que ja ha perdut qualsevol esperança de reconciliació, nota com el seu amor pel futbol està minvant. I quan en Lucian es preocupa pel seu amic, de sobte apareix una noia...                                                                     |                      | |                         |                          |
| 34 | 34                   | L'imparable Foc Follet! Bōei Fukanō! Maboroshi Shotto!! (防御不可能！マボロシショット！！)                             | 4 de gener de 2012      | 17 de juliol de 2023     |
| El partit contra el Miratge comença amb en Wan-Chang com a titular, i aquest es pren el partit com una oportunitat per expressar-li a en Harrold com se sent. Per la seva banda, en Lucian és incapaç de comunicar a en Wan-Chang la informació que li ha donat la noia misteriosa. Al terreny de joc, els obstacles i les trampes que hi ha a l'estadi trunquen els intents del Raimon per avançar-se al marcador. Per la seva part, el Miratge s'aprofita d'aquests obstacles i el xut d'en Harrold supera la defensa d'en Wan-Chang i entra a la porteria. En Harrold assegura que ningú no el pot aturar, però en Wan-Chang jura donar la talla. El Miratge domina la primera part del partit, però en Harrold cada cop està més preocupat. |                      | |                         |                          |
| 35 | 35                   | Canvi de porter! Shōgeki no Saihai! Kīpā no Kōtai!! (衝撃の采配！キーパー交代！！)                                     | 11 de gener de 2012     | 18 de juliol de 2023     |
| L'entrenador Sharp troba la manera d'aprofitar l'estadi i, gràcies a les seves noves tàctiques, el Raimon empata de seguida a la segona part. En Wan-Chang per fi descobreix la veritat sobre el seu antic amic d'infància i s'hi encara amb l'esperança de poder salvar la seva amistat, però aquest afirma que la seva única missió és aturar la revolta del Raimon. Després del gol de l'empat d'en Lucian, el Raimon no aconsegueix batre el nou porter del Miratge, i en Harrold marca un altre gol. En Wan-Chang recupera ràpidament les forces gràcies als ànims d'en Lucian i de tots els seus amics. En aquell moment, l'entrenador Sharp sorprèn l'equip amb un canvi de porter... |                      | |                         |                          |
| 36 | 36                   | La trobada del destí! Unmei no Saikai (運命の再会)                                                                     | 18 de gener de 2012     | 18 de juliol de 2023     |
| Per fi el Raimon es classifica per a la semifinal del Camí Imperial. Del seu proper rival, l'institut Universal, se'n diu que "té jugadors perfectes" en tots els aspectes del futbol. Mentre intenten esbrinar com oposar-s'hi, els jugadors del Raimon s'assabenten que el Cinquè Sector està tancant tots els instituts que es van unir a la revolució. L'equip considera aquesta decisió com un senyal que el Cinquè Sector està cada cop més preocupat, però l'Arion no hi està d'acord: l'últim que vol és que a la resta de jugadors se'ls negui la felicitat del futbol. Mentre lluita contra aquests sentiments, una noia misteriosa li diu que algú el vol veure. Guiat per les seves paraules, l'Arion se'n va al parc i es troba una visita sorprenent...                                                                                               |                      | |                         |                          |
| 37 | 37                   | El geni de vidre! Garasuzaiku no Tensai! (硝子細工の天才！)                                                            | 25 de gener de 2012     | 19 de juliol de 2023     |
| L'Arion deixa de banda les seves pors, revifa la seva passió pel futbol i es torna a concentrar en l'entrenament. Mentrestant, en Sam, després de veure l'actuació d'en JP a la porteria, vol que provi de jugar en aquesta posició. Però en JP no n'està gaire convençut, perquè es compara amb en Mark Evans, que també jugava de porter. La Celia li ensenya la màquina d'entrenament que feia servir en Mark de petit i l'anima a provar-la. Més animat, en JP entrena fins a esgotar-se mentre una determinada persona el mira des de la penombra. |                      | |                         |                          |
| 38 | 38                   | L'esperit guerrer d'en Sol! Tokihanatareru Taiyō no Keshin! (解き放たれる太陽の化身！)                                 | 1 de febrer de 2012     | 19 de juliol de 2023     |
| Ja ha arribat el dia de la semifinal del Camí Imperial! El Raimon, que confia en la seva batalla per recuperar el futbol de debò, s'enfronta al "perfecte" institut Universal. L'Arion reconeix una cara a l'equip rival: en Sol Daystar, un noi que va conèixer a l'hospital i que se suposava que tenia prohibit fer activitat física a causa de la seva malaltia. En Sol li diu que, en veure'l jugar, no va poder contenir la seva emoció pel futbol, i jura que la seva malaltia no li impedirà de guanyar el Raimon. Al seu torn, l'Arion es compromet a no deixar-n'hi passar ni una. Però en Sol Daystar és molt més que un hàbil jugador que controla a la perfecció els sorramolls de l'estadi Desert: és el millor jugador de l'Universal i té un talent que només es veu un cop cada deu anys!                                                          |                      | |                         |                          |
| 39 | 39                   | L'Arion contra en Sol! Tenma VS Taiyō! (天馬VS太陽！)                                                                  | 8 de febrer de 2012     | 20 de juliol de 2023     |
| En Victor li diu unes paraules molt dures a l'Arion: "Sé que no estàs jugant al cent per cent". L'Arion es pregunta si és perquè està preocupat per en Sol, la malaltia del qual l'afebleix massa per suportar la duresa del partit. Al Raimon li costa mantenir el ritme i de seguida encaixa un gol. Pot ser que en Sol no jugui el proper partit, però s'entrega al màxim possible a la felicitat del futbol. Quan l'Arion s'adona que la manera com veu el futbol en Sol és la mateixa que la que representa el joc del Raimon, deixa enrere totes les seves preocupacions, rep una passada d'en Riccardo i arrenca a córrer. |                      | |                         |                          |
| 40 | 40                   | El nou capità! Shin Kyaputen! Matsukaze Tenma! (新キャプテン！松風天馬！)                                              | 15 de febrer de 2012    | 20 de juliol de 2023     |
| Acaba el partit contra l'Universal i a en Riccardo, que s'ha desplomat durant el partit, l'operen d'urgència. Evidentment, el capità queda fora de la final del Camí Imperial, i això és un cop molt dur per a les esperances del Raimon. L'equip es desanima de seguida i els entrenaments es converteixen en un tràmit avorrit i sense emoció. El seu rival a la final és el Mont Olimp, un equip dirigit per l'Alex Zabel, el líder del Cinquè Sector. La victòria sembla tan improbable que ni tan sols els ànims d'en Riccardo poden esperonar els jugadors del Raimon. Però després d'una proposta sorprenent, l'Arion i la resta dels jugadors troben la motivació per passar a l'acció... |                      | |                         |                          |
| 41 | 41                   | Enfrontament a l'estadi Zenit! Kessen! Amano Mikado Sutajiamu!! (決戦！アマノミカドスタジアム！!)                      | 22 de febrer de 2012    | 21 de juliol de 2023     |
| En Victor li diu a l'Arion que han de dominar una supertècnica especial concreta, si volen guanyar, i per això l'Arion, que ara és el capità del Raimon, comença a entrenar en secret fins a la nit abans de la final. En Victor parla de com confia en l'Arion, el responsable que li tornés a agradar el futbol, i diu que està segur que junts se'n sortiran. D'altra banda, mentre en Victor s'assabenta d'una notícia nova, en Seymour i la resta dels membres de la resistència se submergeixen en els secrets del Cinquè Sector i descobreixen un pla misteriós anomenat "Dragon Link". |                      | |                         |                          |
| 42 | 42                   | Dragon Link, l'enemic absolut! Shutsugen, Saikyō no Teki! Doragon Rinku! (出現、最強の敵！ドラゴンリンク！)            | 29 de febrer de 2012    | 21 de juliol de 2023     |
| Per fi arriba la final del Camí Imperial, el partit que decidirà el proper Sant Emperador. La primera part és molt igualada i acaba amb l'empat entre el Mont Olimp, l'equip més fort del Cinquè Sector, i el Raimon, que en queda molt content. El capità de l'equip rival demana als seus jugadors que juguin per l'orgull de l'equip, mentre que l'Arion promet honrar el nom del Raimon. En Mark Evans diu a l'Arion que l'equip sempre necessita la força del capità quan passa un mal tràngol, i aquestes paraules fan reflexionar l'Arion, que no està segur de poder estar a l'altura d'en Riccardo. Mentrestant, l'Axel, l'entrenador del Mont Olimp, rep l'ordre de retirar-se del camp... |                      | |                         |                          |
| 43 | 43                   | La lluita final! Sōzetsu! Saigo no Seisen!! (壮絶！最後の聖戦！！)                                                     | 7 de març de 2012       | 24 de juliol de 2023     |
| La segona part comença amb la substitució de tots els jugadors del Mont Olimp. En Gyan Cinquedea, el creador del Cinquè Sector, fa d'entrenador del Dragon Link, el nou equip. El Raimon comença a rebre els atacs dels seus esperits guerrers i en Sam aconsegueix aturar quatre xuts consecutius abans de lesionar-se. Quan en JP es veu obligat a substituir en Sam com a porter, el Raimon intenta que els davanters rivals no arribin a la porteria i proven d'atacar, però l'esperit guerrer del porter del Dragon Link els atura els atacs: resulta que tots els jugadors del Dragon Link en tenen un! Quan el Raimon comença a defallir, el capità Arion organitza una nova estratègia per resistir als esperits guerrers del Dragon Link. |                      | |                         |                          |
| 44 | 44                   | El nostre futbol arriba al cel! Ten Made Todoke! Minna no Sakkā! (天まで届け！みんなのサッカー！)                      | 14 de març de 2012      | 24 de juliol de 2023     |
| L'estratègia de l'Arion per resistir al Dragon Link falla i causa més estralls al propi Raimon que al rival. L'Arion perd la confiança en si mateix i creu que no serveix per a ser capità. Però, quan és a punt de rendir-se, algú el crida: és en Mark Evans, que el fa reflexionar sobre com vol jugar a futbol. Això esperona l'Arion i la resta de l'equip, que passa a l'acció. El Raimon, que vol guanyar, costi el que costi, es prepara per a la lluita final contra el Dragon Link. |                      | |                         |                          |
| 45 | 45                   | Una passada cap al futur! Ashita e no Pasu (未来へのパス)                                                              | 21 de març de 2012      | 25 de juliol de 2023     |
| Acaba la batalla contra el Dragon Link, i el món del futbol torna a ser lliure. Com que tots els jugadors del Raimon confiaven els uns en els altres, han aconseguit recuperar el futbol de debò i ara, mentre els jugadors tornen a entrenar, els alegra rebre la visita d'una persona. Amb la pilota que l'ha portat tan lluny ben agafada amb les mans, l'Arion surt a entrenar, però quan es troba l'Skie tots dos comencen a rememorar el dia que es van conèixer i el primer dia que l'Arion va jugar a futbol. |                      | |                         |                          |
| 46 | 46                   | Ve una reportera! Terebi Kyoku ga Kita! (テレビ局が来た！)                                                             | 4 d'abril de 2012       | 25 de juliol de 2023     |
| Ara que ha acabat l'emocionant torneig Camí Imperial, el camp del Raimon s'omple de càmeres de televisió que venen a gravar un especial sobre l'Arion i l'equip que ha capgirat el món del futbol. Quins són els secrets de l'èxit del Raimon? El programa repassa partits i episodis anteriors per intentar explicar la màgia que hi ha darrere del mite. La riba del riu, on van néixer supertècniques llegendàries com ara la Brisa Lleugera de l'Arion; les "tres deesses", les gerents Skie, Jade i Rosie, que han donat suport a l'equip durant tot el torneig, i també... l'esperit inimitable del Raimon, heretat del gran Mark Evans! Els jugadors miren el programa que destaca aquests tres pilars tan importants per a l'equip i recorden una temporada inoblidable.                                                                                    |                      | |                         |                          |
| 47 | 47                   | Això és el Raimon! Kore ga Raimon Chū Sakkābu Da! (これが雷門中サッカー部だ！)                                         | 11 d'abril de 2012      | 26 de juliol de 2023     |
| Seguint amb l'especial de l'episodi anterior sobre l'equip Raimon, aquest cop fem una ullada a la història del club de futbol amb les paraules de l'entrenador Evans. En Mark ho explica tot sobre la fundació del club i sobre el camí de l'equip original des de la foscor absoluta fins a l'èxit al Campionat Futbol Frontier Internacional que els va portar a ser els millors del món. L'Arion i els seus amics admiren els seus predecessors i s'adonen que, sense ells, ara no serien on són i es comprometen a mantenir viu el club i l'esperit del Raimon, passi el que passi. |                      | |                         |                          |

### Inazuma Eleven GO: Chrono Stone
| Núm. total | Núm. de la temporada | Títol | Data d'emissió original | Data d'emissió en català |
| --- | -------------------- | --- | ----------------------- | ------------------------ |
| 48 | 1                    | On ets, futbol? Sakkā ga Kieta!? (サッカーが消えた！？)                                                               | 18 d'abril de 2012      | 26 de juliol de 2023     |
| Fa tres mesos que el Raimon va guanyar la final del Camí Imperial. El Cinquè Sector ja no controla el futbol i la gent pot jugar-hi lliurement. L'Arion ha estat viatjant pel país per ensenyar a diverses escoles les seves millors tècniques. Però, quan torna al Raimon, no hi ha cap rastre del futbol. Tothom amb qui parla li diu que a l'institut no hi ha cap equip de futbol i, per acabar-ho d'adobar, en Riccardo, en Sam i la resta dels companys de l'equip no recorden res del futbol. En aquell moment, apareix un jove misteriós i li diu a l'Arion que ha vingut a esborrar els records que té del futbol, però ell no hi està gens disposat... |                      | |                         |                          |
| 49 | 2                    | L'Arion viatja en el temps! Toki wo Koeta Tenma (時を越えた天馬)                                                      | 25 d'abril de 2012      | 27 de juliol de 2023     |
| El misteriós Alpha ataca l'Arion, que se salva gràcies a la intervenció d'un altre noi misteriós del futur que es diu Fei. L'Alpha i el seu equip, el Protocol Omega, desafien l'Arion i en Fei a un partit i els sorprenen amb les seves velocitat i tècnica, i amb la capacitat de fer servir els seus esperits guerrers com a armadures, una cosa que s'anomena "armadura d'esperit guerrer". Durant la segona part, el Protocol Omega atura el partit i desapareix. L'Arion té moltes preguntes sobre aquest equip misteriós, i en Fei li explica d'on surt i per què el club de futbol del Raimon ha desaparegut. |                      | |                         |                          |
| 50 | 3                    | El Raimon reneix! Yomigaere! Raimon!! (よみがえれ！雷門！！)                                                          | 2 de maig de 2012       | 27 de juliol de 2023     |
| L'organització anomenada "El Dorado" no tan sols està decidida a eliminar el club de futbol del Raimon, sinó que també vol esborrar per complet el futbol de la història. Per intentar evitar-ho, l'Arion i en Fei viatgen en el temps fins als inicis del Raimon, el primer dia d'en Mark Evans a l'institut. L'Alpha i el seu equip també s'hi presenten i desafien en Mark a un partit amb la intenció d'evitar que creï el club de futbol. Amb la pilota com a arma, l'Alpha ataca l'Arion. I en Mark, que veu que estan fent servir el futbol per causar dolor, fa una supertècnica que atura els xuts de l'Alpha. L'Arion, animat pel que acaba de veure, també aconsegueix demostrar una mica més el seu potencial. Llavors apareix un noi que l'Arion coneix d'algun altre lloc... |                      | |                         |                          |
| 51 | 4                    | L'últim partit! Saigo no Sakkа̄ (最後のサッカー)                                                                       | 9 de maig de 2012       | 28 de juliol de 2023     |
| Després d'haver guanyat el partit contra l'Alpha i d'haver-se assegurat que en Mark Evans crea el club de futbol del Raimon, l'Arion viatja en el temps per veure si la història torna a ser la d'abans. En efecte, en Riccardo i la resta han tornat al club, però en Victor Blade segueix desaparegut, i sembla que és perquè es troben en un univers paral·lel on el germà gran d'en Victor, en Vladimir, amb qui van jugar en el partit contra l'Alpha, no ha tingut l'accident que li va impedir de seguir jugant a futbol. L'Arion es prepara per tornar a viatjar en el temps per restaurar l'autèntic club de futbol del Raimon, però, abans de tornar-ne, en Vladimir li demana un favor: vol tenir l'oportunitat de jugar un últim partit amb el seu germà. A l'inici, en Victor s'hi mostra una mica reticent, però el somni d'en Vladimir s'acaba complint amb l'ajuda de l'Arion. Després viatgen al passat per presenciar com els dos germans jugaven alegrement a futbol quan eren petits. Però l'escena commovedora es trenca quan apareix l'Alpha i els desafia a un altre partit... |                      | |                         |                          |
| 52 | 5                    | Prohibit jugar a futbol! Kyōgaku! Sakkа̄ Kinshirei!! (驚愕！ サッカー禁止令！！)                                       | 23 de maig de 2012      | 28 de juliol de 2023     |
| Ara que sap que perdre implicaria no poder canviar la història i que el seu germà no es convertís mai en un gran futbolista, en Vladimir jura fer el que calgui per guanyar, i lluita al costat de l'Arion i la resta per guanyar el partit contra el Protocol Omega i salvar el club del Raimon. Però, just quan l'equip celebra la victòria, s'assabenten que el govern del Japó ha prohibit el futbol i que el club que tant han lluitat per salvar s'ha de dissoldre igualment. Durant un partit amistós contra els Estats Units, l'equip japonès va causar unes lesions tan greus als seus rivals que es va considerar que el futbol era un esport massa perillós i que no es podia seguir jugant. Sorpresos, l'Arion i els seus amics aviat descobreixen que tot això ha estat cosa de l'equip més nou d'El Dorado, el Protocol Omega 2.0, que va fer un salt temporal i va manipular el partit per canviar la història i aconseguir que es prohibís el futbol. L'esport que estimen s'aguanta per un fil, i per això el Raimon s'ha d'enfrontar als rivals més forts que ha vist mai...        |                      | |                         |                          |
| 53 | 6                    | El protocol Omega 2.0! Souzetsu! Purotokoru Omega 2.0!! (壮絶！プロトコル・オメガ２.０！！)                           | 30 de maig de 2012      | 31 de juliol de 2023     |
| El Raimon ocupa el lloc de l'equip dels Estats Units en l'amistós contra el Japó per intentar derrotar el Protocol Omega 2.0. L'Arion, incapaç de fer funcionar la seva armadura d'esperit guerrer, arriba a la mitja part frustrat i desanimat. Les coses empitjoren durant la segona part, quan el Protocol Omega augmenta la intensitat del seu joc brut i ignora les targetes vermelles per poder fer més mal als seus oponents. El Raimon sap que, si la cosa continua així, la història no canviarà i el futbol se'n ressentirà perquè es veurà com un esport violent i perillós. Però l'equip, que no se'n surt ni amb les seves millors supertècniques i que ha de substituir tots els lesionats amb els duplicats d'en Fei, es desinfla davant l'atac implacable del Protocol Omega 2.0. I llavors, quan semblava que les coses no es podien complicar més, l'enemic agafa en Fei com a objectiu i... |                      | |                         |                          |
| 54 | 7                    | Entrenament al Santuari! Goddo Eden no Tokkun! (ゴッドエデンの特訓！)                                                 | 6 de juny de 2012       | 31 de juliol de 2023     |
| No és tan sols que el Raimon no va poder arreglar la història ni revertir la prohibició del futbol, sinó que, a més, El Dorado va capturar en Mark Evans! Però, per si no fos prou, el Protocol Omega 2.0 esborra els records d'amor pel futbol de la meitat dels jugadors del Raimon. L'única manera de recuperar en Mark i de tornar a reunir l'equip és derrotar el Protocol Omega 2.0. Però, per fer-ho, cal saber aconseguir l'armadura d'esperit guerrer. Per això, els nois estan decidits a fer el que millor saben fer: entrenar el cor. Però la prohibició del futbol els impedeix de tenir un lloc on entrenar. Això no obstant, just quan es comencen a desesperar, apareix algú ben especial que els explica una cosa molt interessant... |                      | |                         |                          |
| 55 | 8                    | L'armadura d'esperit guerrer! Kiwamero! Keshin Āmudo!! (極めろ！化身アームド！！)                                     | 13 de juny de 2012      | 1 d'agost de 2023        |
| El Raimon no pot permetre que la interferència d'El Dorado en la història tingui èxit. Per ajudar l'equip a rescatar en Mark Evans, l'Axel Blaze els porta al Santuari, la instal·lació on el Cinquè Sector entrenava els seus millors jugadors. L'Arion i la resta comencen a entrenar amb força recordant el consell d'en Tezcat de sentir amb força els seus esperits guerrers. Però les coses no surten com les han previstes perquè torna a aparèixer el Protocol Omega 2.0 i els desafia a un duel. El Raimon, amb ganes de venjar-se'n, s'esforça al màxim possible però la seva incapacitat d'aconseguir les armadures d'esperit guerrer els és un problema. Llavors apareix un esperit guerrer llegendari i s'endú l'Arion i la resta a un lloc segur. Aquesta llegenda és, ni més ni menys, un dels jugadors amb qui ja es van enfrontar un cop... |                      | |                         |                          |
| 56 | 9                    | Les lliçons dels mestres! Hasha no Seiten wo Te ni Irero! (覇者の聖典を手に入れろ！)                                  | 20 de juny de 2012      | 1 d'agost de 2023        |
| L'Arion per fi aprèn a treure la seva armadura d'esperit guerrer, però la prohibició del futbol encara està vigent i tot el que té a veure amb el futbol està desapareixent. Fins i tot està previst l'enderrocament de l'edifici Futbol del Raimon. L'única manera d'impedir-ho i de rescatar l'entrenador Evans és que tot l'equip aprengui a treure la seva armadura d'esperit guerrer per poder vèncer el Protocol Omega 2.0 d'una vegada... I un llibre misteriós anomenat "Les lliçons del mestre", escrit per una llegenda del futbol que anomenen "el mestre", pot ser la clau per aconseguir-ho. L'equip viatja 200 anys cap al futur per treure'l del museu on està exposat... Però podran esquivar la seguretat del museu i sortir-ne amb el premi? |                      | |                         |                          |
| 57 | 10                   | Un retrobament sorprenent! Shōgeki no Saikai! Endō Daisuke!! (衝撃の再会！円堂大介！！)                               | 27 de juny de 2012      | 2 d'agost de 2023        |
| L'Arion i els seus companys aconsegueixen amb èxit "Les lliçons del mestre" del futur, però resulta que està escrit en un codi secret que ningú sap desxifrar i, com que no coneixen la identitat de l'autor, no saben com avançar. Però, just quan estan a punt de rendir-se, la Sylvia i la Celia els proporcionen la resposta que busquen: la manera com està escrit el llibre s'assembla a la del quadern secret de l'avi d'en Mark, en David Evans. Pot ser que el mestre sigui en David Evans? Amb aquesta possibilitat al pensament, l'Arion i la resta viatgen amb l'entrenador Sharp per buscar-lo... |                      | |                         |                          |
| 58 | 11                   | Busquem l'equip més potent de la història! Sagashidase! Jikū Saikyō Irebun?! (探し出せ！時空最強イレブン！？)         | 4 de juliol de 2012     | 2 d'agost de 2023        |
| Després d'haver vist el Raimon jugant contra el Protocol Omega 2.0, en David Evans s'ofereix a entrenar l'equip i els diu que "el camí cap a la victòria és tridimensional". L'Arion i els seus companys continuen jugant mentre reflexionen sobre què pot voler dir això, i finalment els moviments del rival els donen la pista que necessiten i aconsegueixen crear una nova supertàctica. Gràcies a això i a un consell d'en David Evans que ajuda en Victor a aconseguir la seva armadura d'esperit guerrer, el Raimon pot canviar el rumb de la batalla a favor seu. El Protocol Omega 2.0, però, no vol deixar de lluitar i tornen a apujar les revolucions del seu joc. I, després d'haver tornat a derrotar el Raimon, intenten, a més, segrestar en David Evans tal com ho van fer amb el seu net... |                      | |                         |                          |
| 59 | 12                   | El llogaret d'en Nobunaga! Kitazo! Nobunaga no Machi!! (来たぞ！信長の町！！)                                         | 11 de juliol de 2012    | 3 d'agost de 2023        |
| L'Arion i la resta de l'equip viatgen a través del temps per reclutar jugadors i ajudar en David Evans a complir el somni de formar l'equip més potent de la història. El primer que necessiten és un creador de joc, algú molt perspicaç que sàpiga entendre el panorama general i sàpiga quan actuar i quan esperar, i tornen a l'època d'en Nobunaga Oda per trobar-lo. L'equip comença a buscar pistes que els puguin conduir fins a ell però no tenen gaire sort. Per la seva banda, l'Arion i en JP es fan amics d'un nen que es diu Tasuke i que juga a un esport que s'assembla molt al futbol. Tot va bé, fins que a en Tasuke i els seus amics els segresta una colla anomenada la Banda del Cérvol Blanc, que es dedica a segrestar nens i a vendre'ls... |                      | |                         |                          |
| 60 | 13                   | Contra la banda del Cérvol blanc! Dairansen! Shiroshika Gumigumi! (大乱戦！白鹿組！！)                                | 18 de juliol de 2012    | 3 d'agost de 2023        |
| L'Arion i la resta persegueixen la Banda del Cérvol Blanc per intentar rescatar el seu nou amic, quan descobreixen que, en realitat, qui controla aquesta banda és la Beta del Protocol Omega 2.0, que els diu que, si volen que alliberin els seus nous amics, els hauran de guanyar jugant a futbol. Així doncs, l'Arion crea un equip de futbol on també hi juguen en Tasuke i la resta, i comença el partit. Per desgràcia, com que els nous amics de l'Arion no han jugat mai a futbol, les coses no els van gaire bé i pateixen davant dels atacs ferotges de la Banda del Cérvol Blanc, a qui la Beta ha donat el seu poder. Però quan l'Arion i els seus companys estan a punt de rendir-se, en Tokichiro idea un pla enginyós... |                      | |                         |                          |
| 61 | 14                   | Operació Dansa! Sen'nyū! Odoriko Daisakusen!! (潜入！ 踊り子大作戦！！)                                               | 25 de juliol de 2012    | 4 d'agost de 2023        |
| La Banda del Cérvol Blanc ha estat reunint soldats per lluitar a favor d'en Yoshimoto Imagawa, i sembla que la Beta també li fa costat per vèncer en Nobunaga Oda i canviar la història. L'equip s'hi ha d'apropar per advertir-lo, i en Wonderbot idea un pla molt astut que consisteix a disfressar-se de ballarins i colar-se al banquet de les flors. L'equip, que no té ni idea de dansa, demana ajuda a la Katsu, la germana d'en Tasuke, i comencen a practicar. Per la seva banda, en Riccardo, que se sent frustrat perquè no pot aconseguir la seva armadura d'esperit guerrer, retroba la motivació després d'una intensa conversa amb la Katsu. Per fi, arriba el dia del banquet, però llavors els espera una gran sorpresa. |                      | |                         |                          |
| 62 | 15                   | Entrenament a Owari! Owari no Kuni no Daitokkun! (尾張の国の大特訓！)                                                 | 1 d'agost de 2012       | 4 d'agost de 2023        |
| L'Arion i la resta entren al banquet de les flors gràcies a l'ajuda d'en Tokichiro Kinoshita, que els suggereix canviar la dansa per un recital de futbol. Però la Beta es fa passar per membre de la guàrdia i aconsegueix que empresonin el grup de joves acusant-los de voler atemptar contra la vida d'en Nobunaga Oda. Quan els estan interrogant, apareix el Protocol Omega 2.0 i els desafia a un duel de futbol, tot fent-se passar per vassalls d'en Yoshimoto Imagawa. En Riccardo accepta el repte i se citen per trobar-se, al cap de set dies, al Festival dels Folls. Així doncs, els del Raimon comencen a entrenar amb en Tasuke i la resta dels amics que han fet. |                      | |                         |                          |
| 63 | 16                   | La batalla final al Festival dels Folls! Utsuke Matsuri no Kessen (うつけ祭りの決戦！)                                | 15 d'agost de 2012      | 7 d'agost de 2023        |
| Per fi comença el partit de futbol sota l'atenta mirada d'en Nobunaga Oda i en Yoshimoto Imagawa. L'Arion i els seus amics s'esforcen molt i fan tots els possibles per defensar el nom d'en Nobunaga Oda, però la diferència entre tots dos equips és molt gran. Davant la pressió implacable dels atacs del Protocol Omega 2.0, en Tasuke i els seus tres amics comencen a desanimar-se, i l'Arion i la resta del Raimon han de doblar els seus esforços per compensar les mancances dels seus nous companys. Acaba la primera part i l'equip encara no està del tot consolidat, mentre que l'equip rival lidera el partit amb fermesa. L'Arion fa tot el que pot per convèncer-los que encara tenen una oportunitat, però en Tasuke i els seus amics no ho acaben de veure clar. I és llavors quan a en Tokichiro se li acut una estratègia inesperada que podria canviar la situació. |                      | |                         |                          |
| 64 | 17                   | El somni de governar! Yume no Tenga (夢の天下)                                                                        | 22 d'agost de 2012      | 7 d'agost de 2023        |
| En Tasuke i els seus amics aconsegueixen fer la Fortalesa Nocturna, que dona a l'equip l'impuls i la confiança que tant necessitava. Malauradament, amb això no n'hi ha prou per evitar que el protocol Omega 2.0 torni a marcar. Mentrestant, creix la frustració d'en Riccardo per no poder aconseguir l'armadura d'esperit guerrer, i també creix la seva desesperació per aconseguir l'aura d'en Nobunaga. Aquest, molest després de veure la fixació obsessiva d'en Riccardo per marcar, li recorda quin és el seu paper dins de l'equip. Enfortit després d'aquesta conversa, l'equip entra a la part final del partit amb una nova tàctica d'en Tokichiro: que en Riccardo no toqui la pilota. I quan ell, per fi, entén la intenció que hi ha darrere aquesta tàctica, aconsegueix fer sortir tot el seu poder... |                      | |                         |                          |
| 65 | 18                   | Han tornat tots! Minna ga Kaettekita! (みんなが帰ってきた！)                                                          | 29 d'agost de 2012      | 8 d'agost de 2023        |
| En Riccardo per fi ha aconseguit la seva armadura d'esperit guerrer i ha absorbit l'aura d'en Nobunaga per convertir-se en el creador de joc que l'equip necessita amb urgència. Han derrotat el Protocol Omega 2.0, i tot i que no han pogut recuperar l'entrenador Evans, sí que han aconseguit desfer el control mental que exercien sobre l'equip del Raimon i que els va prendre l'amor pel futbol. Però quan en Gabi es troba amb el nou Riccardo, sent enveja. Llavors apareix una noia anomenada Goldie Lemmon, que l'equip no havia vist mai abans, i descobreixen qui és el següent jugador que han d'anar a buscar per seguir completant l'equip més potent de tota la història: un defensa carismàtic que reuneix tot el valor de l'equip i el converteix en una muralla infranquejable. Però mentre es preparen per tornar a viatjar en el temps per trobar aquesta persona, passa una cosa del tot inesperada... |                      | |                         |                          |
| 66 | 19                   | La donzella d'Orleans! Yoroi no Shōjo (鎧の少女)                                                                      | 5 de setembre de 2012   | 8 d'agost de 2023        |
| L'Arion i els seus amics viatgen en el temps a la recerca del poder de la Joana d'Arc i apareixen en mig d'un camp de batalla de la França medieval. Uns soldats els capturen perquè sospiten que són espies, però al final troben la Joana d'Arc i l'acompanyen en el seu viatge. Tot i que encara els acusen de ser espies i estan vigilats, l'Arion i la resta troba un moment per entrenar una mica. La Joana està molt intrigada, sobretot quan li diuen que venen del futur per protegir el futbol, un esport molt important per ells. Mentrestant, el protocol Omega 3.0 liderats per en Gamma, que és el nou rival del Raimon, rep l'atac d'en Zanark Avalonic, un personatge sinistre que ha escapat del Complex Contre. Després d'haver-los vençut amb una facilitat esfereïdora, decideix donar-los un poder terrible. |                      | |                         |                          |
| 67 | 20                   | Futbol entre les flames! Honō no Naka no Sakkā (炎の中のサッカー！)                                                   | 12 de setembre de 2012  | 9 d'agost de 2023        |
| Tot i que l'exèrcit francès encara no disposa de tota la capacitat possible, la Joana sap que han d'atacar ara o perdran l'avantatge sobre l'exèrcit anglès. Els jugadors del Raimon la segueixen per ajudar-la, però el Protocol Omega 3.0 els barra el pas i els diu que, si no els aconsegueixen vèncer, no la podran ajudar. Aquest nou Protocol Omega, liderat per en Gamma i que disposa del nou poder d'en Zanark, és gairebé imparable i és capaç de llegir tots els moviments del Raimon. Per si no fos prou, el príncep Carles assumeix el paper d'entrenador i dona unes ordres tàctiques molt poc corrents. Mentrestant, la Joana està atrapada i sense reforços, i a mesura que els seus soldats van caient, es comença a desanimar. Només en Gabi pot donar-li la confiança que tant necessita... |                      | |                         |                          |
| 68 | 21                   | El jurament de La bandera! Chikai wa Kono Hata no Moto ni (誓いはこの旗のもとに)                                      | 19 de setembre de 2012  | 9 d'agost de 2023        |
| |                      | |                         |                          |
| 69 | 22                   | Que és divertit, en Liu Bei! Ryūbi-san wa Omoshiroi! (劉備さんは面白い！)                                             | 3 d'octubre de 2012     | 10 d'agost de 2023       |
| El següent salt temporal que fa l'equip és a l'època dels Tres Regnes xinesa, on han de trobar dos personatges llegendaris, en Zhuge Liang i en Liu Bei, que se suposa que tenen les característiques que necessiten per a l'equip definitiu: el migcampista que fa servir el pensament crític per predir els punts forts i dèbils del rival, i un porter inexpugnable amb una rapidesa i un poder d'execució impecables. En Sam dona esperances a en JP, que estava una mica desanimat, i li diu que en Liu Bei pot ser el revulsiu que necessita. I l'equip se'n va cap a l'antiga Xina, aquest cop amb l'ajuda del seu amic Sol Daystar. |                      | |                         |                          |
| 70 | 23                   | Sorpresa! La fortalesa d'en Zhuge Liang! Gyōten! Kōmei no Yakata!! (仰天！孔明の館！！)                               | 10 d'octubre de 2012    | 10 d'agost de 2023       |
| L'Arion i la resta, amb en Liu Bei i els seus amics, es dirigeixen cap a la fortalesa d'en Zhuge Liang. Però, just quan estan a punt d'entrar-hi, en Zanark controla la ment d'en Guan Yu i en Zhang Fei i desafia la resta de l'equip a un duel de futbol. Durant la batalla, en Liu Bei, que se suposa que juga de porter, deixa la porteria completament indefensa. L'hàbit que té d'actuar sense pensar porta problemes a l'equip i fa que en JP encara se senti més incòmode. Els jugadors del Raimon descobreixen la manera de superar el duel i poden avançar, però just llavors es troben que han de jugar un altre partit de futbol, aquest cop contra un equip de guerrers de terracota. En Liu Bei torna a jugar de porter, però després de fer-se mal a la mà demana ajuda a en JP i li dona un consell: "Tu salta i confia en la sort". |                      | |                         |                          |
| 71 | 24                   | L'atac del Zanark Domain! Gekishū! Zanāku Domein!! (激襲！ザナーク・ドメイン！！)                                     | 17 d'octubre de 2012    | 11 d'agost de 2023       |
| Per fi en JP recupera la confiança gràcies a l'ànim que li dona en Liu Bei, i l'equip és capaç de vèncer el terrorífic exèrcit de terracota i conèixer la Zhuge Liang. Però, tot i que els ha costat tant de trobar-la, ara no els vol ajudar! La cosa empitjora quan en Zanark torna a aparèixer amb el seu nou equip, el Zanark Domain, i desafia els jugadors del Raimon a un partit. Aquest cop en Liu Bei farà d'entrenador, però el Raimon es troba impotent davant del Zanark Domain, que de seguida marca el primer gol. Després, en Zanark fa servir el seu Miximax amb en Cao Cao, l'arxienemic d'en Liu Bei, per llançar un atac mortal. |                      | |                         |                          |
| 72 | 25                   | El poder del drac adormit! Sakuretsu! Kōmei no Chikara!! (炸裂！孔明の力！！)                                         | 24 d'octubre de 2012    | 11 d'agost de 2023       |
| En Sol, que té por de tornar-se a lesionar, no pot jugar amb tota l'energia que li agradaria. Davant d'aquesta situació de crisi, la Zhuge Liang li cedeix els poders del seu esperit guerrer perquè recuperi les forces, i en Sol aconsegueix l'empat per al Raimon. A la segona part, en Zanark invoca la seva armadura d'esperit guerrer i torna a marcar, i això torna a fer disminuir la confiança d'en JP. En Liu Bei el torna a animar, i finalment es crea l'oportunitat de fer el Miximax que tant esperava. |                      | |                         |                          |
| 73 | 26                   | En Ryoma Sakamoto! Sakamoto Ryōma! Tōjō!! (坂本龍馬！ 登場！！)                                                       | 31 d'octubre de 2012    | 14 d'agost de 2023       |
| Els jugadors del Raimon viatgen al final del període Edo per buscar els membres número cinc i sis de l'equip més potent de la història: en Ryoma Sakamoto, un migcampista amb un cor tan gran com el mar que fa de pont entre l'atac i la defensa, i en Soji Okita, un davanter amb la velocitat de la llum. Com que ells dos són enemics, l'equip es divideix en dos grups: el grup de l'Arion buscarà en Ryoma i el d'en Fei, en Soji. L'Arion i els seus companys coneixen un home rodanxó i molt alegre que de seguida mostra interès pel futbol. Mentre dinen junts, uns quants homes del Shinsengumi, la policia de l'època, els interrompen per intentar detenir-lo: és en Ryoma Sakamoto. |                      | |                         |                          |
| 74 | 27                   | L'espadatxí Soji Okita! Bakumatsu no Kenshi! Okita Sōji!! (幕末の剣士！沖田総司！！)                                  | 7 de novembre de 2012   | 14 d'agost de 2023       |
| L'Arion i companyia li diuen a en Ryoma Sakamoto que venen del futur perquè els ajudi a salvar el futbol. Mentrestant, en Zanark es presenta davant d'en Soji Okita i s'aprofita de les seves ganes de vèncer en Ryoma Sakamoto per convènce'l que ha d'eliminar els del Raimon. Equipat amb el poder que li ha donat en Zanark, en Soji se'n va a buscar en Ryoma, i comença l'enfrontament entre aquests dos grans personatges de la història del Japó. |                      | |                         |                          |
| 75 | 28                   | En Sakamoto contra l'Okita! Sakkā Taiketsu! Sakamoto VS Okita!! (サッカー対決！坂本VS沖田！！)                        | 14 de novembre de 2012  | 15 d'agost de 2023       |
| En Soji Okita està disposat a lluitar contra en Ryoma Sakamoto per protegir el shogunat, encara que això pugui implicar perdre la vida. En Ryoma fracassa en el seu intent de demanar una audiència amb el cap del shogun. Però, quan es comença a desanimar perquè veu que no aconseguirà transformar el Japó en un país més modern, rep una carta dels representants del shogun, que el conviden a anar al castell. Tot i sospitant que es tracta d'una trampa, en Ryoma, que té un pla d'emergència per si les coses surten malament, té l'oportunitat d'explicar al shogun i als seus assessors la seva visió del nou Japó. En aquell moment, apareixen en Zanark i en Soji, i els proposen de jugar un partit de futbol per decidir el destí del domini imperial del Japó. I en Soji Okita no es vol rendir sense lluitar... |                      | |                         |                          |
| 76 | 29                   | Es crea una època! Jidai wo Tsukuru Otoko-tachi (時代をつくる男たち)                                                  | 14 de novembre de 2012  | 15 d'agost de 2023       |
| A l'Arion i els seus companys els sobrepassa la ferocitat de l'atac d'en Zanark, que decideix abandonar en Soji Okita quan acaba la primera part. Aquest, que sense els poders d'en Zanark torna a estar malalt, es retira del partit. Durant la segona meitat les coses no milloren gaire per als del Raimon, però després de veure certa semblança entre en Soji Okita i el seu germà Vladimir, en Victor es nega a renunciar a la lluita per salvar el futbol. Aquesta decisió impressiona en Soji Okita, que s'adona que ha trobat una cosa per la qual val la pena arriscar el que li queda de vida. Ara que en Victor ha aconseguit el seu Miximax, el Raimon lluita amb més força, però en Zanark torna a atacar i l'únic que hi pot fer alguna cosa és en Ryoma. |                      | |                         |                          |
| 77 | 30                   | La llegenda d'en Mark Evans! Endō Mamoru Densetsu! (円堂守伝説！)                                                     | 21 de novembre de 2012  | 16 d'agost de 2023       |
| Els jugadors del Raimon s'acomiaden d'en Soji Okita i d'en Ryoma Sakamoto i tornen a la seva època. Un cop allà, l'Arion i en Fei entrenen amb els duplicats i en Wonderbot, emocionat, crida: "Juguem a futbol!" Aquesta frase, típica d'en Mark, anima l'Arion, que comença a recordar els inicis de l'aventura per formar l'equip més potent de la història. |                      | |                         |                          |
| 78 | 31                   | A l'era dels dinosaures! Kyōryū Jidai e GO! (恐竜時代へＧＯ！)                                                        | 28 de novembre de 2012  | 16 d'agost de 2023       |
| Tot i havent derrotat en Zanark, l'equip d'en Mark Evans encara no ha pogut salvar el futbol, de manera que només els queda una solució: viatjar al futur i enfrontar-se amb El Dorado, que té un equip molt més fort que el Zanark Domain: el Cascada Perfecta. Abans, però, viatgen a l'era dels dinosaures per trobar els membres número set i vuit de l'equip definitiu: un defensa volador que controla l'espai buit i el domina a la perfecció, i un migcampista dinàmic que posseeix el poder de l'antiguitat i que pot separar els oceans. Però tan bon punt hi arriben tenen problemes. Mentrestant, als d'El Dorado els preocupa la desaparició d'en Zanark, però l'Schemer Guile, l'entrenador del Cascada Perfecta, té un pla. |                      | |                         |                          |
| 79 | 32                   | Mireu! El rei dels dinosaures! Mita ka! Kyōryū no Ō! (見たか！恐竜の王！！)                                           | 5 de desembre de 2012   | 17 d'agost de 2023       |
| L'Arion i els seus amics coneixen en Sor, un noi que viu amb els dinosaures i que els vol presentar la Boss, la líder dels dinosaures. Quan arriben a la seva cova, descobreixen que el Cascada Perfecta li ha controlat la ment perquè els ataqui. Quan aconsegueixen fer tornar la Boss al seu estat natural, se'ls presenta un altre enemic que l'acabarà ferint de mort. Llavors, en Sor promet cuidar d'en Big, el fill de la Boss, i comença a entrenar per ser més fort. En Big està trist sense la seva mare i en Fei, preocupat, li explica la seva situació. |                      | |                         |                          |
| 80 | 33                   | Lluita decisiva a la vall de les bèsties! Kemono no Tani no Daikessen (獣の谷の大決戦)                                | 12 de desembre de 2012  | 17 d'agost de 2023       |
| El Raimon per fi es troba cara a cara amb el Cascada Perfecta i pateix una derrota humiliant. A més, el fet d'haver intentat resistir al control mental deixa els jugadors esgotats. Quan comencen a perdre l'ànim, en Sor els anima a entrenar amb dinosaures de veritat per poder trobar els membres de l'equip que busquen. Però, quan sembla que les coses milloren, apareix l'Ar Ecks amb l'ordre de destruir el Raimon una vegada per totes. |                      | |                         |                          |
| 81 | 34                   | L'udol de comiat! Sayonara to Hoeru Koe (さよならと吼える声)                                                          | 19 de desembre de 2012  | 18 d'agost de 2023       |
| L'Arion i els seus companys s'enfronten al Cascada Perfecta al partit de revenja però no els és suficient haver fet tots els Miximax per poder superar els jugadors rivals, que han guanyat poder gràcies a l'esperit guerrer Ombra de Plasma. Per acabar-ho d'adobar, l'Schemer Guile controla mentalment els dinosaures perquè envaeixin el terreny de joc. Enmig de tot aquest caos, la Goldie intenta esbrinar per què en Fei no juga al màxim possible. Aquest, per la seva banda, troba la seva força interior després que en Big el salva de ser aixafat i, per fi, desperta el seu veritable poder. |                      | |                         |                          |
| 82 | 35                   | Salt a la llegenda! Densetsu e no Janpu! (伝説へのジャンプ！)                                                         | 26 de desembre de 2012  | 18 d'agost de 2023       |
| L'Arion es pregunta si mereix o no ser el capità de l'equip després de veure amb quina confiança dirigeixen l'equip en Riccardo i en Sol. Mentrestant, es preparen per trobar el novè i el desè membres de l'equip definitiu: un jugador fantàstic amb la ferocitat d'un lleó i la professionalitat i la intel·ligència d'un savi, i el rei dels migcampistes, que disposa d'un valor absolut per acomplir el seu deure. Les persones que el mestre ha escollit són el rei Artús i la Reina dels Dracs, dos personatges d'un conte infantil! L'equip no té gaire clar si podran viatjar a un món fictici, però comencen l'aventura amb valentia. Per mala sort, la vida els dona la raó quan la Caravana Inazuma MT perd el control i entra en un forat de cuc durant el salt temporal, i l'Arion es desperta en un món medieval on ara és un aprenent de cavaller. |                      | |                         |                          |
| 83 | 36                   | Els cavallers de la Taula Rodona! Tsudoe! Entaku no Kishi!! (集え！円卓の騎士！！)                                    | 9 de gener de 2013      | 21 d'agost de 2023       |
| Els aprenents de cavaller Arion i Fei es troben de camí cap al castell del rei Artús. Tots dos s'hi dirigeixen amb l'esperança de convertir-se en cavallers de la Taula Rodona. Quan arriben al castell, descobreixen amb sorpresa que la resta dels cavallers són els seus companys d'equip amb en Riccardo al capdavant, i que, a més, hauran de jugar un partit en contra seu si volen passar la prova per ser cavallers de la Taula Rodona. Comença la prova i el partit es converteix en una batalla entre l'Arion i en Fei i els jugadors que normalment lluiten al seu costat. Tot i que en Fei i els seus duplicats fan exactament el que l'Arion els diu, el capità no pot evitar sentir que la situació se li escapa de les mans. Un cop superada la prova d'accés, apareix la gran Reina dels Dracs. |                      | |                         |                          |
| 84 | 37                   | El rei Artús i la Reina dels Dracs! Āsāou to Masutā Doragon (アーサー王とマスタードラゴン)                            | 16 de gener de 2013     | 21 d'agost de 2023       |
| La Reina dels Dracs, caracteritzada per la seva gran saviesa, ataca de sobte el castell del rei Artús i intenta capturar la Skie, però la Goldie la protegeix i la Reina acaba enduent-se-la a ella a la Gruta de la Pena. El rei Artús està decidit a rescatar-la i, durant el camí, l'Arion es convenç encara més de la seva incapacitat per ser capità quan veu la facilitat amb què el rei Artús els guia a través de tots els obstacles del camí. Quan arriben a la Gruta de la Pena, veuen que la Goldie està captiva en una gàbia. El Cavaller Negre ordena a la Reina dels Dracs que els ataqui, i el destí canvia amb una sola estocada de la poderosa Excalibur. |                      | |                         |                          |
| 85 | 38                   | El mode hiperdrive! Kyōfu no Haipā Daibu Mōdo! (恐怖のハイパーダイブモード！)                                         | 23 de gener de 2013     | 22 d'agost de 2023       |
| Es descobreix que el misteriós Cavaller Negre que controlava la Reina dels Dracs és l'Ar Ecks del Cascada Perfecta. Quan s'enfronten en un partit, la confiança de l'Arion es torna a enfonsar quan el Cascada Perfecta activa el mode hiperdrive i marca el primer gol tot just començar. A la mitja part, l'Arion diu que no es mereix ser capità, però el rei Artús li fa veure que la resposta al seu problema només la trobarà en el terreny de joc. I, just quan l'equip es troba en dificultats, apareix la Reina dels Dracs des de les profunditats d'un llac proper. |                      | |                         |                          |
| 86 | 39                   | La unió del Raimon i El Dorado! Kessoku! Raimon to Eru Dorado!! (結束! 雷門とエルドラド！！)                          | 30 de gener de 2013     | 22 d'agost de 2023       |
| Després d'acomiadar-se del rei Artús, apareix una llum encegadora que transporta l'Arion i la resta de l'equip a un lloc desconegut on es retroben amb en Sam i la resta dels jugadors que no han participat en els salts temporals. De seguida se'ls presenta l'Adrastus Argos, el president d'El Dorado, que els demana ajuda per lluitar contra els nois de la segona fase i els explica el veritable motiu pel qual volien eliminar el futbol. Els del Raimon no les tenen totes, però l'Arion els convenç quan els diu que no poden permetre que el futbol sigui la causa de guerres i danys. Es formen tres superequips que lluitaran junts però, primer, hauran d'aprendre a conviure pacíficament. |                      | |                         |                          |
| 87 | 40                   | Comença el Ragnarok, la lluita final! Sōzetsu Kaimaku! Saishūkessen Ragunaroku!! (壮絶開幕！最終決戦ラグナロク！！)   | 6 de febrer de 2013     | 23 d'agost de 2023       |
| Els nois de la segona fase aconsegueixen ensorrar la seu d'El Dorado i l'Arion es retroba amb en Simeon, el noi que va conèixer al regne del rei Artús i que resulta que és el líder dels nois de la segona fase. En Simeon anuncia que el Ragnarok és a punt de començar. Mentrestant, en Fei té una sensació estranya, els equips formats pel Raimon i el Protocol Omega no acaben de funcionar i el primer partit del Ragnarok comença enmig d'una atmosfera inquietant. |                      | |                         |                          |
| 88 | 41                   | El despertar d'en Fei! Fei no Mezame (フェイの目醒め)                                                                 | 13 de febrer de 2013    | 23 d'agost de 2023       |
| Quan comença el primer partit del Ragnarok, els jugadors del Raimon se sorprenen en veure que el seu enemic Zanark Avalonic lidera el Zan, un dels equips del Nu-Gen. En Victor es lesiona com a conseqüència del joc brut del Zan, i tot i que El Dorado Equip 1 defensa amb energia, el Zan no para de marcar gols. Però, just quan sembla que la situació no pot empitjorar, en Fei canvia d'actitud. |                      | |                         |                          |
| 89 | 42                   | El membre número onze! 11-Ninme no Jikū Saikyō! (１１人目の時空最強！)                                                | 20 de febrer de 2013    | 24 d'agost de 2023       |
| En Fei, a qui en Simeon ha tornat els records, abandona l'equip, tot i les súpliques de l'Arion. Mentrestant comença el segon partit del Ragnarok i la situació no és gaire bona per a El Dorado Equip 2, que no tenen un joc fluid a causa de la tossuderia dels exjugadors del Protocol Omega. |                      | |                         |                          |
| 90 | 43                   | Arriba el Meca-Mark! Meka Endō Tōjō! (メカ円堂登場！)                                                                 | 27 de febrer de 2013    | 24 d'agost de 2023       |
| El Dorado Equip 2 segueix tenint problemes però llavors arriba una nova incorporació molt poderosa que els ajudarà a canviar la situació. Abans d'això, però, en Riccardo se sent frustrat perquè no és capaç d'aconseguir unir l'equip, però quan comença la segona part, l'entrenador Guile li dona una sèrie de números que ho poden canviar tot. |                      | |                         |                          |
| 91 | 44                   | En Fei és l'enemic! Fei ga Teki!? (フェイが敵！？)                                                                    | 6 de març de 2013       | 25 d'agost de 2023       |
| El matí del tercer i últim partit del Ragnarok, l'Arion es planta tot sol al mig de l'estadi i prega perquè ell i en Fei puguin tornar a jugar a futbol junts algun dia. Però quan salta al terreny de joc amb El Dorado Equip 3 s'endú una sorpresa desagradable... |                      | |                         |                          |
| 92 | 45                   | Soc el Totpoderós! Gurēto Makkusu na Ore! (グレートマックスなオレ！)                                                  | 13 de març de 2013      | 25 d'agost de 2023       |
| El Dorado Equip 3 s'intenta defensar del joc dur i les paraules fredes del seu examic Fei, i durant la primera part el Gahl domina clarament el ritme del partit. L'Arion i els seus companys estan a punt de rendir-se quan, de sobte, apareix un jugador que ha viatjat a través de l'espai i el temps per trobar el poder que l'ha convertit en l'onzè i últim membre de l'equip definitiu. |                      | |                         |                          |
| 93 | 46                   | La identitat del Benefactor X! Shiensha X no Shōtai! (支援者Ｘの正体！)                                               | 20 de març de 2013      | 28 d'agost de 2023       |
| L'aparició d'una determinada persona dona al Dorado Equip 3 l'empenta que tant necessita, i llavors el partit es comença a igualar. Mentrestant, a en Fei cada cop li costa més resistir les súpliques de l'Arion, i això obliga en Simeon a intervenir-hi i a ordenar-li que ataqui el rival amb totes les seves forces. |                      | |                         |                          |
| 94 | 47                   | L'equip definitiu al complet! Shūketsu! Jikū Saikyō Irebun!! (集結！時空最強イレブン！！)                             | 3 d'abril de 2013       | 28 d'agost de 2023       |
| La final del Ragnarok acaba en empat i les dues parts acorden que jugaran un quart partit per poder cloure bé la situació. Per la seva banda, el Benefactor X revela la seva veritable identitat i en Fei s'endú una gran sorpresa. |                      | |                         |                          |
| 95 | 48                   | El poder d'en Simeon! SARU no Chikara! (SARUの力!)                                                                    | 10 d'abril de 2013      | 29 d'agost de 2023       |
| En Fei i el professor Cryptix aconsegueixen alliberar en Mark Evans de la Chrono Stone, i en Mark es compromet a ser l'entrenador del Chrono Storm, l'equip de l'Arion, a la final contra el Ragnah, l'equip definitiu d'en Simeon. Els nois, desesperats per guanyar i per demostrar als seus rivals com n'és, de divertit, el futbol, fan el Miximax de seguida, però tan bon punt en Simeon aconsegueix la pilota, marca el primer gol del Ragnah. Els jugadors del Chrono Storm es queden parats davant l'atac, i en Simeon els recorda tot el que es juguen en aquest partit. |                      | |                         |                          |
| 96 | 49                   | L'atac feroç dels nois de la segona fase! Mōkō! Sekando Sutēji Chirudoren!! (猛攻！ セカンドステージ・チルドレン！！) | 17 d'abril de 2013      | 29 d'agost de 2023       |
| El Chrono Storm no pot fer res davant del Ragnah, l'equip definitiu d'en Simeon, que té una habilitat impressionant. Això no obstant, els nois d'en Mark Evans continuen lluitant amb decisió i en Fei i en Zanark intenten fer un contraatac, que no surt tal com estava previst. I, just quan sembla que les coses no poden empitjorar, en Simeon es converteix en una bèstia salvatge i ataca sense pietat l'Arion i els seus companys. El Chrono Storm perd les esperances i en Simeon ho aprofita per dir-los que no tenen cap mena de poder. Però just llavors l'entrenador Evans fa un discurs que esperona els seus jugadors. |                      | |                         |                          |
| 97 | 50                   | L'últim salt temporal! Saigo no Taimu Janpu! (最後のタイムジャンプ！)                                                 | 24 d'abril de 2013      | 30 d'agost de 2023       |
| El Chrono Storm està decidit a mostrar als seus oponents com és el seu estil de futbol, i aturen els xuts d'en Simeon i contraataquen amb una supertàctica que els permet marcar un gol. A més, la força i la companyonia que els uneix els permet de dur a terme l'Assalt de l'Equip Definitiu, una supertècnica que combina l'esforç de cadascú. I, just quan sembla que tots dos equips han arribat al límit, el Chrono Storm llança un últim atac a la porteria enemiga. |                      | |                         |                          |
| 98 | 51                   | El futbol ha tornat! Sakkā ga kaettekita! (サッカーが帰ってきた！)                                                    | 1 de maig de 2013       | 30 d'agost de 2023       |
| L'Arion i el seu equip han guanyat el partit contra en Simeon i els nois de la segona fase, i fan un últim viatge en el temps per acompanyar els seus nous amics a les èpoques a les quals pertanyen abans de tornar a casa. Quan hi arriben, descobreixen que, per fi, s'ha eliminat la prohibició de jugar a futbol i que al món hi torna a haver nombrosos aficionats i jugadors. Amb la Silvia, repassen tot el viatge que han fet per salvar el futbol i s'adonen que, si no l'haguessin fet, no haurien conegut mai tanta gent de tantes èpoques i llocs diferents. Amb aquest moment tan important, la història d'Inazuma Eleven Go: Chrono Stone arriba a la fi. |                      | |                         |                          |

### Inazuma Eleven GO: Galaxy
| Núm. total | Núm. de la temporada | Títol | Data d'emissió original | Data d'emissió en català |
| --- | -------------------- | --- | ----------------------- | ------------------------ |
| 99 | 1                    | El pitjor Inazuma Japó! Saiaku! Shinsei Inazuma Japan!! (最悪！新生イナズマジャパン！！)                   | 8 de maig de 2013       | 31 d'agost de 2023       |
| S'anuncia el campionat Futbol Frontier Internacional Visió 2! Els jugadors que formaran part de l'Inazuma Japó seran escollits d'entre un grup de 50 candidats principals. L'Arion i els seus amics estan emocionats davant d'aquesta oportunitat, però els noms que anuncia el seleccionador Astero Black no els acaben d'agradar. L'Arion, en Victor i en Riccardo sí, que han estat seleccionats, però la resta dels jugadors són desconeguts que no han jugat mai a futbol. L'entrenador Dark organitza un partit de futbol d'escalfament contra la Royal Academy, però quan comença el partit, els nous jugadors són incapaços de seguir les indicacions d'en Riccardo i queda demostrat que són terribles jugant a futbol. |                      | |                         |                          |
| 100 | 2                    | Comença el campionat mundial! Tachikomeru An'un! Sekai Taikai Kaimaku!! (立ち込める暗雲！世界大会開幕！！) | 15 de maig de 2013      | 31 d'agost de 2023       |
| Tot i que els tres jugadors del Raimon aconsegueixen marcar un gol, la selecció japonesa encaixa una golejada despietada per part de la Royal Academy. Encara preocupats pel futur de l'equip, se'n van cap als Jardins de Futbol d'Odaiba, una superinstal·lació de futbol nova on faran un entrenament intensiu abans de començar la fase de classificació asiàtica. En Riccardo, que no accepta els nous jugadors de la selecció, demana explicacions a l'entrenador però la seva resposta només aconsegueix frustrar-lo més. Arriba el dia del primer partit de classificació, i mentre l'equip es prepara per rebre els Dracs de Foc de Corea, al vestidor té lloc un incident molt desafortunat. |                      | |                         |                          |
| 101 | 3                    | Un petit canvi! Chīsana Henka (小さな変化)                                                                 | 22 de maig de 2013      | 1 de setembre de 2023    |
| El partit contra els Dracs de Foc de Corea és a punt de començar i l'Arion pregunta als seus nous companys per quin motiu s'han unit a la selecció japonesa, però les respostes que rep el trasbalsen i fan que l'ambient de l'equip sigui encara més tèrbol. Comença el partit i l'Inazuma Japó no aconsegueix frenar l'atac dels coreans perquè els únics que saben oposar resistència són l'Arion, en Victor i en Riccardo. De sobte, en Falco aprofita la seva rapidesa per donar a l'equip l'impuls que tant necessitava, però quan sembla que la situació canvia per l'Inazuma Japó, la resta de l'equip fa una cosa que els desequilibra a tots i que fa que encaixin el primer gol. |                      | |                         |                          |
| 102 | 4                    | El misteri de la formació de l'equip! Chīmu Kessei no Nazo (チーム結成の謎)                                | 29 de maig de 2013      | 1 de setembre de 2023    |
| L'Inazuma Japó guanya miraculosament el primer partit de la fase de classificació asiàtica, però encara no són un bon equip i la confiança entre els jugadors és baixa. A més, haver guanyat el primer partit implica que ja no estan obligats a assistir als entrenaments, i tots els jugadors, tret d'en Falco i la Cerise, comencen a no anar-hi. L'Arion se centra a ajudar en Falco i la Cerise a millorar i intenta fer que la resta dels jugadors tinguin interès pel futbol. Per la seva banda, en Riccardo està entestat a esbrinar per què l'entrenador ha seleccionat aquests jugadors. |                      | |                         |                          |
| 103 | 5                    | La prova de retirada de l'Inazuma Japó! Inazuma Japan Dattai Shiken! (イナズマジャパン脱退試験！)          | 5 de juny de 2013       | 4 de setembre de 2023    |
| L'entrenador Black fa una declaració sorprenent: farà una prova per veure a qui deixarà abandonar l'equip! Si els jugadors fallen cinc xuts consecutius en una porteria sense porter, podran abandonar l'equip sense infringir els contractes. Malgrat tot, està convençut que cap dels jugadors voldrà marxar quan acabi la prova. Tot i les protestes de l'Arion, tots els jugadors, excepte en Terry i en Falco, tenen la intenció d'abandonar l'equip i diuen que faran la prova, però quan arriben a l'estadi on s'ha de dur a terme se'l troben ple d'espectadors i de càmeres de televisió... |                      | |                         |                          |
| 104 | 6                    | Un enemic a l'equip! Chīmu no Naka no Teki! (チームの中の敵！)                                             | 12 de juny de 2013      | 4 de setembre de 2023    |
| L'Inazuma Japó comença el segon partit de la fase de classificació contra els Big Waves d'Austràlia, i en Riccardo veu com el seu Virtuós queda bloquejat per les supertàctiques dels australians. Per la seva banda, la Cerise lluita contra els seus propis dimonis personals... |                      | |                         |                          |
| 105 | 7                    | Gaudim del futbol! Tanoshī Sakkā wo Shiyou! (楽しいサッカーをしよう！)                                     | 19 de juny de 2013      | 5 de setembre de 2023    |
| Tant els intents en solitari de la Cerise com els esforços de tot l'equip per trencar el mur impenetrable de la defensa australiana són inútils. Trobarà l'Inazuma Japó la manera de lluitar contra la fúria dels Big Waves? |                      | |                         |                          |
| 106 | 8                    | Les dues cares d'en Buddy! Kusaka no Futatsu no Kao (九坂の二つの顔)                                       | 26 de juny de 2013      | 5 de setembre de 2023    |
| Els membres de l'Inazuma Japó estan descansant abans de començar el tercer partit de la fase de classificació contra els Simitarres de l'Aràbia Saudita quan reben la notícia que han detingut el seu company Buddy per haver participat en una baralla violenta. |                      | |                         |                          |
| 107 | 9                    | Les llàgrimes de l'emperador! Teiō no Namida! (帝王の涙！)                                                 | 3 de juliol de 2013     | 6 de setembre de 2023    |
| Comença el partit contra els Simitarres, que tenen una força i una velocitat tan increïbles que fan que l'Inazuma Japó rebi el primer gol de seguida. Per si fos poc, els saudites, que veuen en Buddy un punt feble, el provoquen, per intentar que l'expulsin, fins que aconsegueixen que perdi la paciència. |                      | |                         |                          |
| 108 | 10                   | Entrenament a la sala fosca! Tokkun! Burakku Rūmu!! (特訓！ブラックルーム！！)                             | 10 de juliol de 2013    | 7 de setembre de 2023    |
| Gràcies als esforços d'en Buddy, l'Inazuma Japó arriba a la semifinal de la fase de classificació asiàtica. Però han millorat molt? Per esbrinar-ho, l'entrenador Black els condueix a una sala sinistra anomenada "la sala fosca". |                      | |                         |                          |
| 109 | 11                   | No em caic bé! Jibun Girai (じぶん嫌い)                                                                    | 17 de juliol de 2013    | 8 de setembre de 2023    |
| L'equip rep la notícia que els seus rivals a la semifinal seran els Muay Tigers de Tailàndia, i tots comencen a entrenar per preparar el partit. Però de seguida s'adonen que la Trina no apareix per enlloc i que ha deixat una nota on diu que no pot formar part de l'Inazuma Japó. L'equip surt a buscar-la i quan per fi la troben ella els explica el motiu de la seva timidesa. Per la seva part, en Keenan i en Zippy veuen una cosa molt estranya mentre analitzen els resultats dels seus rivals... |                      | |                         |                          |
| 110 | 12                   | La declaració! Fīrudo no Kokuhaku (フィールドの告白)                                                       | 24 de juliol de 2013    | 12 de setembre de 2023   |
| Durant els entrenaments, en Terry atura els xuts, en Keenan intercepta les passades i en Zippy llegeix i anticipa amb facilitat els moviments dels rivals. Sembla com si l'equip s'hagués unit i anessin tots a una. Tots menys en Buddy, que no oblida el mal que li va fer a la Trina i s'hi vol disculpar. La resta dels jugadors intenten crear oportunitats per afavorir-ho, però tots acaben fracassant. Comença la semifinal i els tailandesos ofeguen els jugadors del Japó amb els seus ràpids contraatacs. L'equip sembla que es comença a esquerdar i la Trina no pot reaccionar davant de l'atac implacable del rival. En Buddy aprofita el moment per armar-se de valor i dir-li una cosa que deixarà tothom bocabadat. Quina serà la resposta de la Trina? |                      | |                         |                          |
| 111 | 13                   | La solució per la victòria! Shōri e no Kaihō (勝利への解法)                                                | 31 de juliol de 2013    | 13 de setembre de 2023   |
| La Trina es commou amb la sincera declaració d'en Buddy i desbloqueja el secret de la seva primera supertècnica. Això ajuda l'equip a recuperar un gol i a acabar la primera part amb empat. En Zippy i en Keenan tenen dubtes sobre les seves opcions durant la segona part. L'entrenador Black els diu que ells tenen la clau de l'èxit de l'equip i llavors intenten fer una anàlisi més detallada de l'estil de joc dels Muay Tigers que no té gaire èxit. Per acabar-ho d'adobar, en Zippy veu els seus pares entre el públic i la seva capacitat de càlcul, normalment excepcional, disminueix dràsticament. Aconseguiran els dos genis trobar la clau per guanyar els Muay Tigers? |                      | |                         |                          |
| 112 | 14                   | La Resistència del Japó! Kyōshū! Rejisutansu Japan!! (強襲！レジス夕ンスジャパン！!)                       | 7 d'agost de 2013       | 14 de setembre de 2023   |
| L'Inazuma Japó guanya els Muay Tigers i es planta a la final del campionat gràcies, en part, al fet que en Keenan i en Zippy han unit forces i han treballat conjuntament. Els seus rivals a la final són els Llops de la Tempesta de l'Uzbekistan. L'Arion i la resta de l'equip estan convençuts que ho tenen tot a favor per guanyar el campionat, però abans que puguin començar a pensar en el partit, se'ls presenten unes persones inesperades. Són els membres de la Resistència del Japó, un equip entrenat pel llegendari Caleb Stonewall i capitanejat per en Bai Long, un antic rival d'en Victor, que han vingut a destruir-los. Els jugadors de l'Inazuma s'enfronten a la força dels seus rivals, i l'entrenador Black els diu que ha organitzat aquest partit perquè aprenguin una cosa molt important. Però era necessària, aquesta actuació tan desmoralitzadora?? |                      | |                         |                          |
| 113 | 15                   | El repte per al mundial! Gekitō! Sekai e no Chōsen!! (激闘！世界ヘの挑戰！！)                              | 14 d'agost de 2013      | 15 de setembre de 2023   |
| L'Inazuma Japó perd de manera estrepitosa contra la Resistència del Japó però, en lloc de desanimar-se, tot l'equip, menys l'Arion, en Victor i en Riccardo, entrena més fort que mai a la sala fosca. L'Arion està content de veure tothom tan concentrat abans de la final, però no pot evitar de sentir-se malament pel que ha passat. En Terry, que ha estat entrenant de valent, explica que va voler ser porter perquè és una posició on no ha de dependre de ningú, però a en Riccardo no li agrada ni el convenç, aquesta explicació. Per fi comença la final! L'equip serà prou bo per pujar de categoria i jugar contra els millors equips del món? |                      | |                         |                          |
| 114 | 16                   | El poder de la unió i la confiança! Shinraishi Kessoku Suru Chikara! (信賴し結束する力！)                  | 21 d'agost de 2013      | 18 de setembre de 2023   |
| Es juga la final de la fase de classificació asiàtica, i l'atac brutal d'en Dilshod i en Maksim, dels Llops de la Tempesta, aconsegueix el primer gol per als uzbeks. Els jugadors de l'Inazuma, desesperats per empatar, intenten fer totes les jugades que han estat practicant als entrenaments, però les coses empitjoren i de seguida reben el segon gol. En Terry es frustra i l'equip, que s'esforça per cobrir-lo, no pot jugar adequadament. Però, quan reben el tercer gol, el porter japonès reacciona de cop. |                      | |                         |                          |
| 115 | 17                   | El final i el principi de la batalla! Tatakai no Owari to Hajimari (戰いの終わりと始まり)                  | 28 d'agost de 2013      | 19 de setembre de 2023   |
| En Terry s'adona que ha de canviar alguna cosa si vol evitar de rebre més gols, i aquest canvi de mentalitat fa que la resta de l'equip reaccioni i marqui el primer gol. Els Llops de la Tempesta no estan disposats a rendir-se i volen acabar el partit definitivament. Per això comencen un atac tan fort que supera altament la velocitat i la potència que havien demostrat a la primera part. I quan els jugadors japonesos ja estan a punt de perdre les esperances l'Arion els fa una arenga motivadora: l'Inazuma Japó pot ressuscitar de la seva cendra! |                      | |                         |                          |
| 116 | 18                   | El visitant! Raihousha (来訪者)                                                                            | 4 de setembre de 2013   | 20 de setembre de 2023   |
| L'equip guanya la final contra els Llops de la Tempesta, però abans que ho puguin celebrar passa una cosa que ningú s'hauria imaginat mai. Una nau espacial gegant apareix al cel i deixa inconscients el públic i els jugadors de l'Uzbekistan. Són extraterrestres! L'Arion i els seus companys es queden bocabadats quan els diuen que són els escollits per representar la Terra al campionat Gran Celesta Galaxy on hauran de lluitar per la supervivència de la Terra. Sí, l'Inazuma Japó competirà pel destí del planeta! |                      | |                         |                          |
| 117 | 19                   | Anem a l'espai! Ikuzo! Uchū e!! (行くぞ! 宇宙へ! !)                                                        | 11 de setembre de 2013  | 21 de setembre de 2023   |
| En Zack Avalon, un jove actor de teatre que els és estranyament familiar, s'uneix a l'Arion i els seus companys per jugar al Gran Celesta Galaxy. Ara que l'equip està complet, comença el compte enrere per viatjar a l'espai. L'equip sap que la derrota implicarà la destrucció de la Terra però, a poc a poc, els envaeix un sentiment de decisió. Per fi arriba el dia d'anar-se'n i l'equip, que ara es diu Earth Eleven, s'embarca a l'Orion Express per anar cap a les estrelles. |                      | |                         |                          |
| 118 | 20                   | El planeta de sorra! Suna no Hoshi ni Yattekita!! (砂の星にやってきた！！)                                 | 18 de setembre de 2013  | 22 de setembre de 2023   |
| L'Arion i els seus companys deixen enrere la seguretat de la Terra i es dirigeixen als confins de l'espai a bord de l'Orion Express. En un moment determinat, detecten una presència inesperada a la nau. És un extraterrestre? És una trampa d'un dels equips rivals? El grup es divideix per resoldre el misteri i descobreixen que és en Jean-Pierre, que tenia tantes ganes d'ajudar-los que es va amagar a la nau just abans de l'enlairament. L'entrenador Black li dona permís per unir-se a l'equip i junts arriben a la seva primera destinació: el planeta Sílice, on un grup d'habitants els desafien a un partit de futbol i els recorden que són en territori enemic. |                      | |                         |                          |
| 119 | 21                   | Fora de control! Bōsō! Burakku Rūmu!! (暴走！ブラックルーム！！)                                           | 9 d'octubre de 2013     | 25 de setembre de 2023   |
| L'equip entoma la força bruta de les tàctiques dels oponents, que només s'aturen quan el capità de l'equip del Sílice, en K'aran Uogu, intervé en la situació. A més, pacta amb l'Arion que quan juguin el partit oficial ho faran de manera justa. Però l'Earth Eleven està preocupat per la força i la velocitat dels habitants de Sílice, que s'han adaptat perfectament a la vida en un territori tan àrid. En Jean-Pierre i en Frank decideixen entrenar a la sala fosca però, de sobte, s'hi queden tancats. A quina mena de problemes s'enfrontaran durant la sessió d'entrenament? |                      | |                         |                          |
| 120 | 22                   | Futbol espacial! Gekitotsu! Uchū Sakkā!! (激突！宇宙サッカー！！)                                          | 16 d'octubre de 2013    | 26 de setembre de 2023   |
| L'Arion veu en somnis una noia i un ésser molt estrany i, quan es desperta, se'l troba al llit. D'on surt aquesta bestiola, que l'equip batejarà amb el nom de Picksie, i per què té tanta fixació amb l'Arion? De seguida comença el primer partit del Gran Celesta Galaxy, on s'hauran d'enfrontar al rival en un camp de sorra i amb remolins de vent. A l'angoixa de l'Earth Eleven per haver de jugar en un entorn tan hostil, cal sumar-hi la preocupació de veure que el rival enfoca el partit amb dues tàctiques diferents: el joc net d'en K'aran i uns quants més, i les tàctiques i el joc brut de l'Ogar, un jugador de reforç enviat pel planeta Falam Orbius. I quan l'Ogar li pregunta a en K'aran si val la pena jugar seguint les regles però perdre el planeta, la situació empitjora.                                                                            |                      | |                         |                          |
| 121 | 23                   | Apareix un tòtem! Sōru Shutsugen! (獣 出現！)                                                              | 23 d'octubre de 2013    | 27 de setembre de 2023   |
| L'Earth Eleven pateix davant de l'Ogar i els seus companys, que no sembla que hagin d'afluixar, però el destí de la Terra és a les seves mans, i per això serren les dents i ho continuen intentant. En Zack demana a l'entrenador Dark que el deixi jugar i li explica a la Trina com ho ha de fer per protegir els seus companys d'equip quan més ho necessiten. Ell, per la seva banda, fa aparèixer el seu tòtem i marca gol. Ara que tots dos equips competeixen en igualtat de condicions, pot passar qualsevol cosa. |                      | |                         |                          |
| 122 | 24                   | Els guerrers de l'aigua! Mizu no Hoshi no Senshitachi! (水の星の戦士たち！)                                | 30 d'octubre de 2013    | 28 de setembre de 2023   |
| Després d'un partit molt disputat, l'Earth Eleven aconsegueix guanyar el Sílice. I abans que marxin cap al planeta següent, torna a aparèixer la Catora i li diu a l'Arion que hi ha un poder que pot salvar la galàxia. L'Arion ho explica a la resta de l'equip i es queda sorprès quan la Glacia els diu que la Catora va morir fa molt de temps. Quan l'Earth Eleven es dirigeix al planeta Naiadi, el seu proper rival, algú segresta en Victor i el porta davant de la Roleia, l'emperadriu de Falam Orbius, que vol que sigui el seu marit! |                      | |                         |                          |
| 123 | 25                   | La foscor d'en Falco Flashman! Matatagi Hayato no Yami! (瞬木隼人の闇！)                                   | 6 de novembre de 2013   | 29 de setembre de 2023   |
| L'Arion i els seus companys descobreixen que, si el grup d'habitants de Naiadi que els van desafiar a un partit els van poder vèncer tan fàcilment, va ser perquè poden veure l'ànima dels seus rivals, també anomenada "aethyr". Ara que ho saben, busquen sense èxit la manera de poder contrarestar aquesta habilitat. Per la seva banda, la capitana del Naiadi queda intrigada per la foscor que desprèn l'"aethyr" d'en Falco. |                      | |                         |                          |
| 124 | 26                   | El costat fosc desperta! Mezameyo! Ore no Dāku Saido! ! (目覚めよ！ 俺のダークサイド！！)                  | 13 de novembre de 2013  | 2 d'octubre de 2023      |
| La Plink, la capitana del Naiadi, idea un pla diabòlic per forçar la ruptura de l'"aethyr" d'en Falco i evitar així que l'Earth Eleven pugui dominar el partit. Què faran, l'Arion i la resta, quan descobreixin la seva autèntica naturalesa? |                      | |                         |                          |
| 125 | 27                   | L'autogol d'en Keenan! Minaho no Oun Gōru! (皆帆のオウンゴール！)                                          | 20 de novembre de 2013  | 3 d'octubre de 2023      |
| La Rondula Flehl, dels Reis Celestials, s'uneix al Naiadi a la segona part del partit, i l'Earth Eleven torna a patir. I just quan sembla que les coses ja no poden empitjorar més, en Keenan envia la pilota al fons de la seva pròpia porteria. |                      | |                         |                          |
| 126 | 28                   | Magmavis, el planeta abrasador! Shakunetsu no Wakusei Gādon! (灼熱の惑星ガードン！)                        | 27 de novembre de 2013  | 4 d'octubre de 2023      |
| L'Earth Eleven arriba a l'ardent planeta Magmavis i l'Arion rep un altre missatge de la princesa Catora, que li diu que vagi a buscar la tercera pedra de l'esperança. L'equip decideix dividir-se en tres grups per trobar-la, i el grup d'en Riccardo haurà de superar les trampes que els para una altra integrant dels Reis Celestials, la Bala Gasgula. |                      | |                         |                          |
| 127 | 29                   | Guerrers sense ales! Tsubasa wo Suteta Senshitachi (翼を捨てた戦士たち)                                    | 4 de desembre de 2013   | 5 d'octubre de 2023      |
| En Riccardo i en Terry se salven de morir cremats gràcies a l'ajuda d'en Ragang Gyr, el gran ancià del sector de l'est de Magmavis, els antimecanicistes. I després de sentir la història que li expliquen en Riccardo i en Terry, els diu que ell els vol explicar una cosa abans del partit. |                      | |                         |                          |
| 128 | 30                   | El contraatac! Kyōretsu! Shūto Kauntā!! (強烈！シュートカウンター！！)                                     | 11 de desembre de 2013  | 6 d'octubre de 2023      |
| Comença el partit contra els magmavisans, i en Riccardo i en Terry encara no han aparegut. Entre la calor sufocant i el control impecable de l'Aoba Gyr sobre tot el que passa al terreny de joc, l'Earth Eleven es troba sota molta pressió i, mentre en JP s'esforça perquè la pilota no entri a la porteria, l'atac del Magmavis es fa més fort. |                      | |                         |                          |
| 129 | 31                   | Tòtems bessons! Daburu Sōru! Ibuki to Shindō!! (ダブルソウル！井吹と神童！！)                              | 18 de desembre de 2013  | 9 d'octubre de 2023      |
| Per fi tornen en Riccardo i en Terry, i l'Earth Eleven sembla que reneix. Però just quan el partit es comença a posar emocionant, una acció poc esportiva de la Bala posa en perill el partit i la vida dels jugadors. Podrà, l'Earth Eleven, transformar aquest desastre en una victòria? Ja ho veurem. |                      | |                         |                          |
| 130 | 32                   | El planeta Fertília! Midori no Wakusei Ratonīku! (緑の惑星ラトニーク！)                                    | 25 de desembre de 2013  | 10 d'octubre de 2023     |
| L'Earth Eleven arriba a l'escenari del següent partit de futbol intergalàctic: l'exuberant i frondós planeta Fertília. Els fertilians són un poble pacífic que ha evolucionat partint dels insectes i són molt més acollidors que la resta dels extraterrestres que han conegut fins ara. L'equip comença a entrenar amb el seu nou amic, en Banda, però les coses no surten com les havien previst. |                      | |                         |                          |
| 131 | 33                   | Amistat eterna! Kagiri aru Jikan! Eien no Yūjō!! (限りある時間！永遠の友情！！)                            | 8 de gener de 2014      | 11 d'octubre de 2023     |
| En Buddy continua frustrat perquè no pot despertar l'"aethyr" que du dins. L'Earth Eleven fa una sessió d'entrenament conjunta amb l'equip de Fertília i, mentre entrenen, descobreixen que els seus amics insectes tenen un període vital molt curt, fins i tot en Banda. |                      | |                         |                          |
| 132 | 34                   | El xut de fúria i llàgrimes! Namida no Dohatsuten Shūto! (涙の怒髪天シュート！)                            | 15 de gener de 2014     | 12 d'octubre de 2023     |
| Les habilitats físiques dels fertilians i la combinació explosiva dels germans Gandares posen molta pressió sobre l'Earth Eleven. Enmig de tota aquesta acció, la Trina li diu a en Buddy que la seva frustració per no poder despertar el tòtem li està afectant negativament el joc. |                      | |                         |                          |
| 133 | 35                   | Les pedres de l'esperança! Kibō no Kakera (希望の欠片)                                                     | 22 de gener de 2014     | 13 d'octubre de 2023     |
| Després d'aconseguir la quarta pedra de l'esperança a Fertília, l'Earth Eleven descobreix que aquestes quatre pedres, aparentment senzilles, tenen la clau per fabricar el canó de plasma còsmic capaç de destruir el forat negre i salvar l'Univers. Però, tan bon punt reben la bona notícia, passa una cosa terrible... |                      | |                         |                          |
| 134 | 36                   | La Flota Ixar! Saikyō! Ikusaru Furīto Tanjō!! (最凶！イクサルフリート誕生！！)                             | 29 de gener de 2014     | 16 d'octubre de 2023     |
| L'Arion arriba a Falam Orbius, on es jugarà la gran final, decidit a salvar l'Univers mentre el gran forat negre continua a sobre seu. Mentrestant, en Ptumri i la Catora es retroben i el pla diabòlic que s'amaga darrere el campionat queda al descobert. |                      | |                         |                          |
| 135 | 37                   | Falam Medius! Kessen! Faramu Dīte!! (決戦！ファラム・ディーテ！！)                                         | 5 de febrer de 2014     | 17 d'octubre de 2023     |
| L'Earth Eleven surt al camp del Falam Orbius, un planeta que s'està refent del cop d'estat perpetrat per l'Ozrock. Enfrontar-s'hi és dur, perquè es tracta d'un enemic més fort del que s'haurien pogut imaginar mai i, per un cop a la vida, ni tan sols l'Arion sap què dir. |                      | |                         |                          |
| 136 | 38                   | L'Arion contra en Victor! Tenma VS Tsurugi! (天馬VS剣城！)                                                 | 12 de febrer de 2014    | 18 d'octubre de 2023     |
| Comença la batalla entre l'equip liderat per l'Arion i l'equip liderat per en Víctor. Tots dos equips van a totes i lluiten amb ferocitat i desesperació perquè no es poden permetre de perdre. A la mitja part, en Terry ha d'abandonar el camp i en Jean-Pierre el substitueix, conscient de la responsabilitat que té a sobre. Vinga, Jean-Pierre! Ets la nostra última línia de defensa! |                      | |                         |                          |
| 137 | 39                   | El meu tòtem! Kakero! Ore no Sōru!! (翔ろ！俺のソウル！！)                                                 | 19 de febrer de 2014    | 19 d'octubre de 2023     |
| El Falam Orbius fa un canvi i qui salta al camp és, increïblement, l'entrenador Dark! La violència de les seves jugades fa reaccionar tots dos equips i la intensitat del duel entre l'Arion i en Victor arriba al seu punt àlgid. Després d'un partit apoteòsic que guanya l'Earth Eleven, el canó de plasma ja té prou energia vital per funcionar. Però quan tothom comença a pensar que l'Univers està salvat, hi ha un gir de guió inesperat. |                      | |                         |                          |
| 138 | 40                   | La nostra última batalla! Oretachi no Saigo no Tatakai! (俺たちの最後の戦い！)                             | 26 de febrer de 2014    | 20 d'octubre de 2023     |
| Acaba el partit contra el Falam Orbius i en comença un altre. L'Ozrock i la Flota Ixar tenen la intenció de fer servir el canó de plasma com a arma de venjança i per dominar la galàxia. L'Earth Eleven, units sota el lideratge ferri de l'Arion, continua lluitant, però l'Ozrock fa aparèixer el tòtem més aterridor que havien vist mai. |                      | |                         |                          |
| 139 | 41                   | Tòtems descontrolats! Bōsō suru Souru! (暴走するソウル！)                                                  | 5 de març de 2014       | 23 d'octubre de 2023     |
| Davant del poder devastador de la Flota Ixar, en Falco s'adona que no hi ha manera que l'Earth Eleven pugui guanyar si continua jugant com ho ha fet fins ara. I han de posar fil a l'agulla. Malauradament, no n'hi ha prou amb aquest esforç extraordinari i, a la mitja part, cap dels jugadors està en condicions de continuar jugant. Per sort, un nou equip format pels seus exrivals i els Reis Celestials està disposat a ajudar-los. És hora que els planetes deixin de banda les seves diferències i s'uneixin sota un nom nou: el Galaxy Eleven! |                      | |                         |                          |
| 140 | 42                   | Huracà tempestuós! Arashi Tatsumaki Harikēn! (嵐・竜巻・ハリケーン！)                                      | 12 de març de 2014      | 24 d'octubre de 2023     |
| Els Reis Celestials tampoc no poden aturar la pressió implacable de la Flota Ixar però, per sort, l'Arion i els seus companys ja s'han refet i tornen a saltar al camp. El Galaxy Eleven no es vol deixar trepitjar i tot l'esforç queda recompensat quan en Victor aconsegueix marcar un gol. L'Arion diu que sempre farà costat als seus jugadors, però en Falco ja està fart d'arengues de pa sucat amb oli i li diu la veritat a la cara. I així desperta l'autèntic Arion Sherwind. |                      | |                         |                          |
| 141 | 43                   | L'últim xut! Saigo no kikku! Mirai Ni Mukatte Tobe! (最後のキック！未来に向かって飛べ！)                   | 19 de març de 2014      | 25 d'octubre de 2023     |
| El tòtem de l'Arion evoluciona gràcies a les paraules d'en Falco i, ara sí, el Galaxy Eleven s'uneix per marcar el gol de la victòria. Ara ja poden fer servir el canó de plasma per eliminar el forat negre d'una vegada per totes. Així s'acaba el viatge èpic de l'Arion i els seus amics, i també la història de l'Inazuma Eleven Go Galaxy! |                      | |                         |                          |